# Stanley-Cup-Playoffs 2020
Die Playoffs um den Stanley Cup des Jahres 2020 begannen am 1. August 2020 und endeten am 28. September 2020 mit dem 4:2-Sieg der Tampa Bay Lightning über die Dallas Stars. Die Lightning, die nach 2004 ihren zweiten Titel gewannen, stellten mit Victor Hedman den mit der Conn Smythe Trophy ausgezeichneten Most Valuable Player sowie mit Nikita Kutscherow den Topscorer dieser Playoffs. Die gesamte post-season war stark durch die COVID-19-Pandemie geprägt, die unter anderem für einen verspäteten Beginn sowie einen veränderten Playoff-Modus mit 24 teilnehmenden Mannschaften und einer zusätzlichen Runde sorgte. Zudem fanden alle Partien in den kanadischen Großstädten Toronto und Edmonton ohne Zuschauerbeteiligung statt.
Trotz der erhöhten Teilnehmerzahl verpassten erstmals seit 1996 alle drei kalifornischen Teams – namentlich Anaheim, Los Angeles und San Jose – die Playoffs. Dem gegenüber qualifizierten sich sechs kanadische Mannschaften, so viele wie zuletzt im Jahre 1993. Unterdessen beendeten die Arizona Coyotes, die zuletzt in den Playoffs 2012 vertreten waren, ihre Negativserie von sieben Spielzeiten ohne Teilnahme an der post-season. Unter den aktiven Franchises stellte dies zuvor die zweitlängste Serie dieser Art dar, die nur von den Buffalo Sabres übertroffen wurde, die auch in diesem Jahr zum mittlerweile neunten Mal in Folge nicht um den Stanley Cup spielten.

## Modus
Für die Playoffs 2020 waren die besten zwölf Teams jeder Conference qualifiziert. Diese jedoch wurden durch die Punktquote bestimmt, also das Verhältnis aus gewonnenen und maximal erreichbaren Punkten, da nicht alle Mannschaften die gleiche Anzahl an Partien bestritten hatten. Die je vier besten Teams beider Conferences waren, unabhängig von der Division, durch ein Freilos direkt für die erste Runde gesetzt. Demzufolge traten in einer Qualifizierungsrunde (Qualifying Round) die Mannschaften 5 bis 12 der Setzliste gegeneinander an, nach dem Schema 5 gegen 12, 6 gegen 11 usw. Diese Serien wurden nach dem Best-of-Five-Modus ausgetragen. Unterdessen spielten die vier besten Teams in einem Rundenturnier (Round Robin) jeder gegen jeden um die Position in der Setzliste für die erste Runde. Somit bestand die erste Runde aus den üblichen 16 Teams und wurde, wie auch alle nachfolgenden Runden, nach dem üblichen Best-of-Seven-Modus gespielt. Im Gegensatz zu den letzten Jahren wurden die Paarungen jedoch nach jeder Runde neu gesetzt, im Gegensatz zu einem vorher festgelegten Playoff-Baum. Das heißt, in jeder Runde spielte das beste gegen das schwächste verbleibende Team der Setzliste. Die weiteren klassischen Playoff-Regularien wie die fortlaufende Overtime mit Sudden Death blieben derweil unverändert.

## Austragungsorte
Als Austragungsorte wurden vorerst zwei Städte (hub cities) bestimmt, je eine für die Eastern und Western Conference. An diesen wurde der Spiel- und Trainingsbetrieb sowie die Unterbringung in Hotels von Spielern und Offiziellen unter den Hygienevorschriften genügenden Bedingungen realisiert. Die Wahl fiel Mitte Juli 2020 auf Toronto für den Osten und Edmonton für den Westen. Ab den Conference-Finals fanden alle Partien in Edmonton statt. Ebenfalls in Betracht gezogen wurden im Vorfeld Chicago, Columbus, Dallas, Las Vegas, Los Angeles, Minneapolis/Saint Paul, Pittsburgh und Vancouver. Erwartungsgemäß wurden alle Partien ohne Zuschauer als Geisterspiele ausgetragen.

## Qualifizierte Teams
| - E1: Boston Bruins - E2: Tampa Bay Lightning - E3: Washington Capitals - E4: Philadelphia Flyers - E5: Pittsburgh Penguins - E6: Carolina Hurricanes - E7: New York Islanders - E8: Toronto Maple Leafs - E9: Columbus Blue Jackets - E10: Florida Panthers - E11: New York Rangers - E12: Canadiens de Montréal | - W1: St. Louis Blues - W2: Colorado Avalanche - W3: Vegas Golden Knights - W4: Dallas Stars - W5: Edmonton Oilers - W6: Nashville Predators - W7: Vancouver Canucks - W8: Calgary Flames - W9: Winnipeg Jets - W10: Minnesota Wild - W11: Arizona Coyotes - W12: Chicago Blackhawks |

## Playoff-Baum
|  | Qualifizierungsrunde                                          | Qualifizierungsrunde  | Qualifizierungsrunde |    |                      | Conference-Viertelfinale | Conference-Viertelfinale | Conference-Viertelfinale |   | Conference-Halbfinale | Conference-Halbfinale | Conference-Halbfinale |  |  | Conference-Finale | Conference-Finale | Conference-Finale |  |  | Stanley-Cup-Finale | Stanley-Cup-Finale | Stanley-Cup-Finale |
|  |                                                               |                       |                      |    |                      |                          |                          |                          |   |                       |                       |                       |  |  |                   |                   |                   |  |  |                    |                    |                    |
|  | 5                                                             | Pittsburgh Penguins   | 1                    |    |                      | 1                        | Philadelphia Flyers      | 4                        |   |                       |                       |                       |  |  |                   |                   |                   |  |  |                    |                    |                    |
|  | 12                                                            | Canadiens de Montréal | 3                    |    |                      | 8                        | Canadiens de Montréal    | 2                        |   |                       |                       |                       |  |  |                   |                   |                   |  |  |                    |                    |                    |
|  | 12                                                            | Canadiens de Montréal | 3                    | 1  | Philadelphia Flyers  | 8                        | Canadiens de Montréal    | 2                        | 3 |                       |                       |                       |  |  |                   |                   |                   |  |  |                    |                    |                    |
|  |                                                               |                       |                      | 1  | Philadelphia Flyers  |                          |                          |                          | 3 |                       |                       |                       |  |  |                   |                   |                   |  |  |                    |                    |                    |
|  | 6                                                             | New York Islanders    | 4                    |    |                      |                          |                          |                          |   |                       |                       |                       |  |  |                   |                   |                   |  |  |                    |                    |                    |
|  | 6                                                             | New York Islanders    | 4                    | 6  | Carolina Hurricanes  | 3                        | 2                        | Tampa Bay Lightning      | 4 |                       |                       |                       |  |  |                   |                   |                   |  |  |                    |                    |                    |
|  |                                                               |                       |                      | 6  | Carolina Hurricanes  | 3                        | 2                        | Tampa Bay Lightning      | 4 |                       |                       |                       |  |  |                   |                   |                   |  |  |                    |                    |                    |
|  | 11                                                            | New York Rangers      | 0                    |    |                      | 7                        | Columbus Blue Jackets    | 1                        |   |                       |                       |                       |  |  |                   |                   |                   |  |  |                    |                    |                    |
|  | 11                                                            | New York Rangers      | 0                    | 6  | New York Islanders   | 7                        | Columbus Blue Jackets    | 1                        | 2 |                       |                       |                       |  |  |                   |                   |                   |  |  |                    |                    |                    |
|  | Eastern Conference                                            |                       |                      | 6  | New York Islanders   |                          |                          |                          | 2 |                       |                       |                       |  |  |                   |                   |                   |  |  |                    |                    |                    |
|  |                                                               | 2                     | Tampa Bay Lightning  | 4  |                      |                          |                          |                          |   |                       |                       |                       |  |  |                   |                   |                   |  |  |                    |                    |                    |
|  | 7                                                             | 2                     | Tampa Bay Lightning  | 4  | New York Islanders   | 3                        |                          |                          | 3 | Washington Capitals   | 1                     |                       |  |  |                   |                   |                   |  |  |                    |                    |                    |
|  | 7                                                             |                       |                      |    | New York Islanders   | 3                        |                          |                          | 3 | Washington Capitals   | 1                     |                       |  |  |                   |                   |                   |  |  |                    |                    |                    |
|  | 10                                                            | Florida Panthers      | 1                    |    |                      | 6                        | New York Islanders       | 4                        |   |                       |                       |                       |  |  |                   |                   |                   |  |  |                    |                    |                    |
|  | 10                                                            | Florida Panthers      | 1                    | 2  | Tampa Bay Lightning  | 6                        | New York Islanders       | 4                        | 4 |                       |                       |                       |  |  |                   |                   |                   |  |  |                    |                    |                    |
|  |                                                               |                       |                      | 2  | Tampa Bay Lightning  |                          |                          |                          | 4 |                       |                       |                       |  |  |                   |                   |                   |  |  |                    |                    |                    |
|  | 4                                                             | Boston Bruins         | 1                    |    |                      |                          |                          |                          |   |                       |                       |                       |  |  |                   |                   |                   |  |  |                    |                    |                    |
|  | 4                                                             | Boston Bruins         | 1                    | 8  | Toronto Maple Leafs  | 2                        | 4                        | Boston Bruins            | 4 |                       |                       |                       |  |  |                   |                   |                   |  |  |                    |                    |                    |
|  |                                                               |                       |                      | 8  | Toronto Maple Leafs  | 2                        | 4                        | Boston Bruins            | 4 |                       |                       |                       |  |  |                   |                   |                   |  |  |                    |                    |                    |
|  | 9                                                             | Columbus Blue Jackets | 3                    |    |                      | 5                        | Carolina Hurricanes      | 1                        |   |                       |                       |                       |  |  |                   |                   |                   |  |  |                    |                    |                    |
|  | 9                                                             | Columbus Blue Jackets | 3                    | E2 | Tampa Bay Lightning  | 5                        | Carolina Hurricanes      | 1                        | 4 |                       |                       |                       |  |  |                   |                   |                   |  |  |                    |                    |                    |
|  | (Die Teams werden nach den ersten beiden Runden neu gesetzt.) |                       |                      | E2 | Tampa Bay Lightning  |                          |                          |                          | 4 |                       |                       |                       |  |  |                   |                   |                   |  |  |                    |                    |                    |
|  |                                                               | W3                    | Dallas Stars         | 2  |                      |                          |                          |                          |   |                       |                       |                       |  |  |                   |                   |                   |  |  |                    |                    |                    |
|  | 5                                                             | W3                    | Dallas Stars         | 2  | Edmonton Oilers      | 1                        |                          |                          | 1 | Vegas Golden Knights  | 4                     |                       |  |  |                   |                   |                   |  |  |                    |                    |                    |
|  | 5                                                             |                       |                      |    | Edmonton Oilers      | 1                        |                          |                          | 1 | Vegas Golden Knights  | 4                     |                       |  |  |                   |                   |                   |  |  |                    |                    |                    |
|  | 12                                                            | Chicago Blackhawks    | 3                    |    |                      | 8                        | Chicago Blackhawks       | 1                        |   |                       |                       |                       |  |  |                   |                   |                   |  |  |                    |                    |                    |
|  | 12                                                            | Chicago Blackhawks    | 3                    | 1  | Vegas Golden Knights | 8                        | Chicago Blackhawks       | 1                        | 4 |                       |                       |                       |  |  |                   |                   |                   |  |  |                    |                    |                    |
|  |                                                               |                       |                      | 1  | Vegas Golden Knights |                          |                          |                          | 4 |                       |                       |                       |  |  |                   |                   |                   |  |  |                    |                    |                    |
|  | 5                                                             | Vancouver Canucks     | 3                    |    |                      |                          |                          |                          |   |                       |                       |                       |  |  |                   |                   |                   |  |  |                    |                    |                    |
|  | 5                                                             | Vancouver Canucks     | 3                    | 6  | Nashville Predators  | 1                        | 2                        | Colorado Avalanche       | 4 |                       |                       |                       |  |  |                   |                   |                   |  |  |                    |                    |                    |
|  |                                                               |                       |                      | 6  | Nashville Predators  | 1                        | 2                        | Colorado Avalanche       | 4 |                       |                       |                       |  |  |                   |                   |                   |  |  |                    |                    |                    |
|  | 11                                                            | Arizona Coyotes       | 3                    |    |                      | 7                        | Arizona Coyotes          | 1                        |   |                       |                       |                       |  |  |                   |                   |                   |  |  |                    |                    |                    |
|  | 11                                                            | Arizona Coyotes       | 3                    | 1  | Vegas Golden Knights | 7                        | Arizona Coyotes          | 1                        | 1 |                       |                       |                       |  |  |                   |                   |                   |  |  |                    |                    |                    |
|  | Western Conference                                            |                       |                      | 1  | Vegas Golden Knights |                          |                          |                          | 1 |                       |                       |                       |  |  |                   |                   |                   |  |  |                    |                    |                    |
|  |                                                               | 3                     | Dallas Stars         | 4  |                      |                          |                          |                          |   |                       |                       |                       |  |  |                   |                   |                   |  |  |                    |                    |                    |
|  | 7                                                             | 3                     | Dallas Stars         | 4  | Vancouver Canucks    | 3                        |                          |                          | 3 | Dallas Stars          | 4                     |                       |  |  |                   |                   |                   |  |  |                    |                    |                    |
|  | 7                                                             |                       |                      |    | Vancouver Canucks    | 3                        |                          |                          | 3 | Dallas Stars          | 4                     |                       |  |  |                   |                   |                   |  |  |                    |                    |                    |
|  | 10                                                            | Minnesota Wild        | 1                    |    |                      | 6                        | Calgary Flames           | 2                        |   |                       |                       |                       |  |  |                   |                   |                   |  |  |                    |                    |                    |
|  | 10                                                            | Minnesota Wild        | 1                    | 2  | Colorado Avalanche   | 6                        | Calgary Flames           | 2                        | 3 |                       |                       |                       |  |  |                   |                   |                   |  |  |                    |                    |                    |
|  |                                                               |                       |                      | 2  | Colorado Avalanche   |                          |                          |                          | 3 |                       |                       |                       |  |  |                   |                   |                   |  |  |                    |                    |                    |
|  | 3                                                             | Dallas Stars          | 4                    |    |                      |                          |                          |                          |   |                       |                       |                       |  |  |                   |                   |                   |  |  |                    |                    |                    |
|  | 3                                                             | Dallas Stars          | 4                    | 8  | Calgary Flames       | 3                        | 4                        | St. Louis Blues          | 2 |                       |                       |                       |  |  |                   |                   |                   |  |  |                    |                    |                    |
|  |                                                               |                       |                      | 8  | Calgary Flames       | 3                        | 4                        | St. Louis Blues          | 2 |                       |                       |                       |  |  |                   |                   |                   |  |  |                    |                    |                    |
|  | 9                                                             | Winnipeg Jets         | 1                    |    |                      | 5                        | Vancouver Canucks        | 4                        |   |                       |                       |                       |  |  |                   |                   |                   |  |  |                    |                    |                    |

## Round Robin
Abkürzungen: Division: ATL = Atlantic, MET = Metropolitan, CEN = Central und PAC = Pacific, GP = Spiele, W = Siege, L = Niederlagen, OTL = Niederlage nach Overtime bzw. Shootout, GF = Erzielte Tore, GA = Gegentore, Pts = Punkte

### Eastern Conference
| 2. August 2020 15.00 Uhr (Ortszeit) | Boston Bruins Chris Wagner (38:51) | 1:4 (0:0, 1:3, 0:1) Spielbericht | Philadelphia Flyers Michael Raffl (25:33) Nate Thompson (29:31) Philippe Myers (38:59) Scott Laughton (44:07) | Scotiabank Arena, Toronto, Ontario |

| 3. August 2020 16.00 Uhr | Tampa Bay Lightning Nikita Kutscherow (12:53) Mitchell Stephens (27:48) Penalty-Shootout: Victor Hedman Brayden Point Nikita Kutscherow | 3:2 n. P. (1:0, 1:2, 0:0, 0:0, 1:0) Spielbericht | Washington Capitals Richard Pánik (37:24) Jewgeni Kusnezow (39:32) Penalty-Shootout: T. J. Oshie Jewgeni Kusnezow Nicklas Bäckström | Scotiabank Arena, Toronto, Ontario |

| 5. August 2020 16.00 Uhr | Boston Bruins Charlie McAvoy (36:43) Chris Wagner (41:47) | 2:3 (0:2, 1:0, 1:1) Spielbericht | Tampa Bay Lightning Brayden Point (7:33) Alexander Killorn (10:32) Tyler Johnson (58:33) | Scotiabank Arena, Toronto, Ontario |

| 6. August 2020 16.00 Uhr | Philadelphia Flyers Scott Laughton (13:03) Travis Sanheim (31:30) Scott Laughton (48:37) | 3:1 (1:0, 1:0, 1:1) Spielbericht | Washington Capitals Travis Boyd (48:49) | Scotiabank Arena, Toronto, Ontario |

| 8. August 2020 20.00 Uhr | Tampa Bay Lightning Tyler Johnson (25:21) | 1:4 (0:2, 1:1, 0:1) Spielbericht | Philadelphia Flyers Nicolas Aubé-Kubel (7:40) Nicolas Aubé-Kubel (14:00) Joel Farabee (34:22) Tyler Pitlick (58:40) | Scotiabank Arena, Toronto, Ontario |

| 9. August 2020 12.00 Uhr | Washington Capitals T. J. Oshie (19:44) Tom Wilson (42:49) | 2:1 (1:0, 0:0, 1:1) Spielbericht | Boston Bruins Jake DeBrusk (50:30) | Scotiabank Arena, Toronto, Ontario |

| Rang |                     | Division | GP | W | L | OTL | GF | GA | Pts |
| ---- | ------------------- | -------- | -- | - | - | --- | -- | -- | --- |
| 1.   | Philadelphia Flyers | MET      | 3  | 3 | 0 | 0   | 11 | 3  | 6   |
| 2.   | Tampa Bay Lightning | ATL      | 3  | 2 | 1 | 0   | 7  | 8  | 4   |
| 3.   | Washington Capitals | MET      | 3  | 1 | 1 | 1   | 5  | 7  | 3   |
| 4.   | Boston Bruins       | ATL      | 3  | 0 | 3 | 0   | 4  | 9  | 0   |

### Western Conference
| 2. August 2020 16.30 Uhr (Ortszeit) | Colorado Avalanche Ryan Graves (45:33) Nazem Kadri (59:59) | 2:1 (0:1, 0:0, 2:0) Spielbericht | St. Louis Blues David Perron (16:46) | Rogers Place, Edmonton, Alberta |

| 3. August 2020 16.30 Uhr | Vegas Golden Knights Chandler Stephenson (1:04) Mark Stone (49:46) Nate Schmidt (51:15) William Carrier (54:47) William Karlsson (59:39) | 5:3 (1:0, 0:3, 4:0) Spielbericht | Dallas Stars Joe Pavelski (27:50) Jamie Oleksiak (28:32) Corey Perry (32:42) | Rogers Place, Edmonton, Alberta |

| 5. August 2020 17.30 Uhr | Dallas Stars | 0:4 (0:2, 0:1, 0:1) Spielbericht | Colorado Avalanche Cale Makar (3:19) Joonas Donskoi (15:29) Wladislaw Namestnikow (37:30) André Burakovsky (41:31) | Rogers Place, Edmonton, Alberta |

| 6. August 2020 17.30 Uhr | St. Louis Blues David Perron (4:02) Colton Parayko (21:45) Colton Parayko (34:07) Troy Brouwer (34:28) | 4:6 (1:0, 3:3, 0:3) Spielbericht | Vegas Golden Knights Shea Theodore (26:50) Alex Tuch (30:47) Alex Tuch (33:13) Zach Whitecloud (42:01) Mark Stone (52:31) Shea Theodore (54:49) | Rogers Place, Edmonton, Alberta |

| 8. August 2020 13.00 Uhr | Colorado Avalanche Nathan MacKinnon (26:46) Joonas Donskoi (34:51) J. T. Compher (58:58) | 3:4 n. V. (0:0, 2:2, 1:1, 0:1) Spielbericht | Vegas Golden Knights Jonathan Marchessault (21:34) Nicolas Roy (32:55) Jonathan Marchessault (43:02) Alex Tuch (64:44) | Rogers Place, Edmonton, Alberta |

| 9. August 2020 13.00 Uhr | St. Louis Blues Robert Thomas (3:43) Penalty-Shootout: David Perron Wladimir Tarassenko Ryan O’Reilly | 1:2 n. P. (1:0, 0:0, 0:1, 0:0, 0:1) Spielbericht | Dallas Stars Joe Pavelski (59:28) Penalty-Shootout: Joe Pavelski Denis Gurjanow | Rogers Place, Edmonton, Alberta |

| Rang |                      | Division | GP | W | L | OTL | GF | GA | Pts |
| ---- | -------------------- | -------- | -- | - | - | --- | -- | -- | --- |
| 1.   | Vegas Golden Knights | PAC      | 3  | 3 | 0 | 0   | 15 | 10 | 6   |
| 2.   | Colorado Avalanche   | CEN      | 3  | 2 | 0 | 1   | 9  | 5  | 5   |
| 3.   | Dallas Stars         | CEN      | 3  | 1 | 2 | 0   | 5  | 10 | 2   |
| 4.   | St. Louis Blues      | CEN      | 3  | 0 | 2 | 1   | 6  | 10 | 1   |

## Qualifizierungsrunde

### Eastern Conference

#### (5) Pittsburgh Penguins – (12) Canadiens de Montréal
Die Canadiens de Montréal, die mit nur 71 Punkten die schwächste reguläre Saison aller Playoff-Teilnehmer gespielt hatten, gewannen ihre Serie gegen die favorisierten Pittsburgh Penguins mit 3:1. In der ersten Playoff-Begegnung beider Teams seit 2010 war es vor allem Carey Price im Tor der Canadiens, der mit einer Fangquote von 94,7 % und einem Gegentorschnitt von 1,67 herausragende Leistungen zeigte. Darüber hinaus gelang ihm in der schließlich entscheidenden vierten Partie ein Shutout. Auf Seiten der Penguins, die im vierten Spiel erfolglos von Torwart Matt Murray auf Tristan Jarry wechselten, verzeichnete kein Akteur mehr als drei Scorerpunkte.
| 1. August 2020 20.00 Uhr (Ortszeit) | Pittsburgh Penguins Sidney Crosby (29:55) Bryan Rust (32:34) | 2:3 n. V. (0:1, 2:1, 0:0, 0:1) Spielbericht Stand: 0:1 | Canadiens de Montréal Jesperi Kotkaniemi (11:27) Nick Suzuki (26:53) Jeff Petry (73:57) | Scotiabank Arena, Toronto, Ontario |

| 3. August 2020 20.00 Uhr | Pittsburgh Penguins Sidney Crosby (4:25) Jason Zucker (54:41) Jake Guentzel (59:50) | 3:1 (1:0, 0:0, 2:1) Spielbericht Stand: 1:1 | Canadiens de Montréal Jesperi Kotkaniemi (57:50) | Scotiabank Arena, Toronto, Ontario |

| 5. August 2020 20.00 Uhr | Canadiens de Montréal Shea Weber (4:57) Jonathan Drouin (30:13) Paul Byron (35:50) Jeff Petry (45:33) | 4:3 (1:2, 2:1, 1:0) Spielbericht Stand: 2:1 | Pittsburgh Penguins Patric Hörnqvist (8:40) Jason Zucker (9:39) Teodors Bļugers (25:34) | Scotiabank Arena, Toronto, Ontario |

| 7. August 2020 16.00 Uhr | Canadiens de Montréal Artturi Lehkonen (55:49) Shea Weber (59:28) | 2:0 (0:0, 0:0, 2:0) Spielbericht Stand: 3:1 | Pittsburgh Penguins | Scotiabank Arena, Toronto, Ontario |

#### (6) Carolina Hurricanes – (11) New York Rangers
Erstmals in der NHL-Historie trafen die Carolina Hurricanes in den Playoffs auf die New York Rangers und setzten sich dabei glatt mit 3:0 durch, dem einzigen Sweep der Qualifizierungsrunde. Auf Seiten der Hurricanes überzeugte vor allem Sebastian Aho mit acht Scorerpunkten, während Andrei Swetschnikow im zweiten Spiel der erste Playoff-Hattrick der Franchise-Geschichte gelang. Bei den Rangers, die in der gesamten Serie für nur knapp drei Minuten führten, endete von Torhüter Henrik Lundqvist eine Serie von 129 aufeinander folgenden Playoff-Starts, als dieser zur dritten Partie den Backup von Igor Schestjorkin bildete. Beide konnten mit Fangquoten von jeweils um 90 Prozent im Vergleich zu Petr Mrázek (94,0 %) und James Reimer (97,4 %) von Carolina nicht überzeugen. Darüber hinaus verzeichnete kein Spieler der Rangers mehr als zwei Scorerpunkte.
| 1. August 2020 12.00 Uhr (Ortszeit) | Carolina Hurricanes Jaccob Slavin (1:01) Sebastian Aho (26:29) Martin Nečas (50:51) | 3:2 (1:0, 1:1, 1:1) Spielbericht Stand: 1:0 | New York Rangers Mika Zibanejad (34:26) Marc Staal (58:06) | Scotiabank Arena, Toronto, Ontario |

| 3. August 2020 12.00 Uhr | Carolina Hurricanes Andrei Swetschnikow (4:32) Andrei Swetschnikow (21:11) Jordan Martinook (22:22) Andrei Swetschnikow (54:02) | 4:1 (1:1, 2:0, 1:0) Spielbericht Stand: 2:0 | New York Rangers Artemi Panarin (12:05) | Scotiabank Arena, Toronto, Ontario |

| 4. August 2020 20.00 Uhr | New York Rangers Chris Kreider (20:12) | 1:4 (0:0, 1:1, 0:3) Spielbericht Stand: 0:3 | Carolina Hurricanes Teuvo Teräväinen (23:18) Warren Foegele (45:07) Sebastian Aho (50:26) Sebastian Aho (59:29) | Scotiabank Arena, Toronto, Ontario |

#### (7) New York Islanders – (10) Florida Panthers
Zum zweiten Mal nach 2016 standen sich in den Playoffs die New York Islanders und Florida Panthers gegenüber, wobei die Islanders mit einem 3:1 in die nächste Runde einzogen. Im Vergleich russischen Torhüter zeigte New Yorks Semjon Warlamow mit einer Fangquote von 93,2 % und einem Gegentorschnitt von 1,77 deutlich bessere Leistungen als Sergei Bobrowski auf Seiten der Panthers (90,1 %; 3,07). Auf Seiten der Islanders überzeugten ferner Anthony Beauvillier mit fünf Scorerpunkten sowie der zur Trade Deadline verpflichtete Jean-Gabriel Pageau mit drei Treffern, während Floridas Mike Hoffman ebenfalls auf fünf Punkte kam.
| 1. August 2020 16.00 Uhr (Ortszeit) | New York Islanders Jean-Gabriel Pageau (12:00) Anthony Beauvillier (23:39) | 2:1 (1:0, 1:0, 0:1) Spielbericht Stand: 1:0 | Florida Panthers Jonathan Huberdeau (40:23) | Scotiabank Arena, Toronto, Ontario |

| 4. August 2020 12.00 Uhr | New York Islanders Matt Martin (26:12) Ryan Pulock (33:48) Jordan Eberle (36:27) Jordan Eberle (50:29) | 4:2 (0:1, 3:1, 1:0) Spielbericht Stand: 2:0 | Florida Panthers Mike Hoffman (11:16) Aleksander Barkov (27:54) | Scotiabank Arena, Toronto, Ontario |

| 5. August 2020 12.00 Uhr | Florida Panthers Erik Haula (24:02) Mike Hoffman (40:41) Brian Boyle (42:48) | 3:2 (0:0, 1:1, 2:1) Spielbericht Stand: 1:2 | New York Islanders Jean-Gabriel Pageau (36:26) Brock Nelson (58:33) | Scotiabank Arena, Toronto, Ontario |

| 7. August 2020 12.00 Uhr | Florida Panthers Mike Hoffman (18:41) | 1:5 (1:2, 0:1, 0:2) Spielbericht Stand: 1:3 | New York Islanders Anthony Beauvillier (11:32) Anthony Beauvillier (15:10) Brock Nelson (28:01) Mathew Barzal (50:34) Jean-Gabriel Pageau (57:17) | Scotiabank Arena, Toronto, Ontario |

#### (8) Toronto Maple Leafs – (9) Columbus Blue Jackets
Zum ersten Mal in der NHL-Historie trafen in den Playoffs die Toronto Maple Leafs und Columbus Blue Jackets aufeinander. Die einzige Serie, die in der Qualifizierungsrunde über die volle Distanz von fünf Spielen ging, endete mit einem 3:2-Erfolg für Columbus. Für die Blue Jackets überzeugten Cam Atkinson mit fünf Scorerpunkten und Pierre-Luc Dubois mit drei Treffern, während Toronto in Person von Auston Matthews den Topscorer stellte (6 Punkte). In einem insgesamt eher defensiv geprägten Aufeinandertreffen zeigten alle Torhüter ansprechende Leistungen, so verzeichneten sie jeweils Fangquoten von über 93,5 % und beendeten drei Partien mit einem Shutout. Zwei davon erreichte Joonas Korpisalo mit nur drei Einsätzen, da er sich das Tor der Blue Jackets mit Elvis Merzļikins teilte, während die Maple Leafs erwartungsgemäß Frederik Andersen einsetzten. Im vierten Spiel gelang es Toronto, einen 0:3-Rückstand innerhalb von etwa dreieinhalb Minuten sowie mit dem sechsten Feldspieler auf dem Eis noch auszugleichen und die Partie schließlich in der Overtime zu gewinnen.
| 2. August 2020 20.00 Uhr (Ortszeit) | Toronto Maple Leafs | 0:2 (0:0, 0:0, 0:2) Spielbericht Stand: 0:1 | Columbus Blue Jackets Cam Atkinson (41:05) Alexander Wennberg (59:41) | Scotiabank Arena, Toronto, Ontario |

| 4. August 2020 16.00 Uhr | Toronto Maple Leafs Auston Matthews (36:00) John Tavares (44:56) Morgan Rielly (59:17) | 3:0 (0:0, 1:0, 2:0) Spielbericht Stand: 1:1 | Columbus Blue Jackets | Scotiabank Arena, Toronto, Ontario |

| 6. August 2020 20.00 Uhr | Columbus Blue Jackets Pierre-Luc Dubois (31:39) Seth Jones (47:27) Pierre-Luc Dubois (50:49) Pierre-Luc Dubois (78:24) | 4:3 n. V. (0:1, 1:2, 2:0, 1:0) Spielbericht Stand: 2:1 | Toronto Maple Leafs Cody Ceci (18:52) William Nylander (27:08) Nicholas Robertson (28:48) | Scotiabank Arena, Toronto, Ontario |

| 7. August 2020 20.00 Uhr | Columbus Blue Jackets Cam Atkinson (3:58) Wladislaw Gawrikow (24:40) Boone Jenner (54:18) | 3:4 n. V. (1:0, 1:0, 1:3, 0:1) Spielbericht Stand: 2:2 | Toronto Maple Leafs William Nylander (56:03) John Tavares (56:54) Zach Hyman (59:37) Auston Matthews (73:10) | Scotiabank Arena, Toronto, Ontario |

| 9. August 2020 20.00 Uhr | Toronto Maple Leafs | 0:3 (0:1, 0:0, 0:2) Spielbericht Stand: 2:3 | Columbus Blue Jackets Zach Werenski (6:29) Liam Foudy (51:40) Nick Foligno (59:37) | Scotiabank Arena, Toronto, Ontario |

### Western Conference

#### (5) Edmonton Oilers – (12) Chicago Blackhawks
Wie in der Eastern Conference setzte sich auch im Westen das an 12 gesetzte Team gegen die Nummer 5 der Setzliste durch, als die Chicago Blackhawks mit 3:1 gegen die Edmonton Oilers gewannen. Zwar stellten die Oilers mit Kapitän Connor McDavid den besten Torjäger (5) und Scorer (9) sowie mit Ryan Nugent-Hopkins den besten Vorbereiter (6) der Qualifikationsrunde, jedoch zeigte sich abermals die fehlende Breite der Kaders, so erzielte außer McDavid, Nugent-Hopkins (8) und Leon Draisaitl (6) kein Spieler Edmontons mehr als drei Punkte. Auf Seiten Chicagos überzeugten derweil unter anderem Jonathan Toews mit sieben Punkten sowie Dominik Kubalík, der fünf seiner sechs Scorerpunkte bereits im ersten Spiel verbuchte. In einer insgesamt eher offensiv geprägten Serie erreichte keiner der eingesetzten Torhüter – Corey Crawford für Chicago sowie Mikko Koskinen (3 Partien) und Mike Smith (1) für Edmonton – eine Fangquote von über 90 %, während die Blackhawks insgesamt nur einen Treffer mehr erzielten als die Oilers.
| 1. August 2020 13.00 Uhr (Ortszeit) | Edmonton Oilers Connor McDavid (2:34) Leon Draisaitl (24:13) James Neal (56:07) Ryan Nugent-Hopkins (56:43) | 4:6 (1:4, 1:2, 2:0) Spielbericht Stand: 0:1 | Chicago Blackhawks Dylan Strome (5:51) Jonathan Toews (7:56) Brandon Saad (9:17) Jonathan Toews (12:57) Dominik Kubalík (26:32) Dominik Kubalík (37:35) | Rogers Place, Edmonton, Alberta |

| 3. August 2020 20.30 Uhr | Edmonton Oilers Connor McDavid (0:19) Connor McDavid (4:05) Tyler Ennis (21:44) Connor McDavid (37:10) James Neal (47:25) Alex Chiasson (48:05) | 6:3 (2:1, 2:2, 2:0) Spielbericht Stand: 1:1 | Chicago Blackhawks Patrick Kane (9:06) Slater Koekkoek (24:22) Olli Määttä (35:13) | Rogers Place, Edmonton, Alberta |

| 5. August 2020 20.30 Uhr | Chicago Blackhawks Olli Määttä (9:14) Jonathan Toews (19:55) Matthew Highmore (54:13) Jonathan Toews (58:44) | 4:3 (2:1, 0:2, 2:0) Spielbericht Stand: 2:1 | Edmonton Oilers Leon Draisaitl (9:42) Leon Draisaitl (24:07) Connor McDavid (39:52) | Rogers Place, Edmonton, Alberta |

| 7. August 2020 17.00 Uhr | Chicago Blackhawks Brandon Saad (5:16) Matthew Highmore (7:56) Dominik Kubalík (48:30) | 3:2 (2:1, 0:1, 1:0) Spielbericht Stand: 3:1 | Edmonton Oilers Josh Archibald (0:45) Ryan Nugent-Hopkins (22:02) | Rogers Place, Edmonton, Alberta |

#### (6) Nashville Predators – (11) Arizona Coyotes
In ihrem erst zweiten Aufeinandertreffen in den Playoffs nach 2012 entschieden die Arizona Coyotes ihre Serie gegen die Nashville Predators mit 3:1 für sich. Dabei zeigten sich die Coyotes breit aufgestellt, so erzielten 16 der 19 eingesetzten Feldspieler mindestens einen Scorerpunkt, während Taylor Hall, Phil Kessel, Oliver Ekman Larsson und Clayton Keller je vier Punkte verzeichneten. Zudem überzeugte Torhüter Darcy Kuemper mit einer Fangquote von 93,3 % gegenüber Juuse Saros auf Seiten der Predators, der nur 89,5 % der Schüsse parieren konnte. Für Nashville traten dennoch Filip Forsberg und Ryan Johansen mit jeweils 5 Punkten als beste Scorer der Serie in Erscheinung.
| 2. August 2020 12.00 Uhr (Ortszeit) | Nashville Predators Filip Forsberg (19:57) Ryan Ellis (40:30) Filip Forsberg (48:56) | 3:4 (1:3, 0:1, 2:0) Spielbericht Stand: 0:1 | Arizona Coyotes Oliver Ekman Larsson (7:59) Christian Dvorak (10:52) Clayton Keller (15:42) Michael Grabner (36:25) | Rogers Place, Edmonton, Alberta |

| 4. August 2020 12.30 Uhr | Nashville Predators Nick Bonino (7:50) Ryan Johansen (10:27) Calle Järnkrok (26:02) Viktor Arvidsson (53:49) | 4:2 (2:0, 1:0, 1:2) Spielbericht Stand: 1:1 | Arizona Coyotes Clayton Keller (59:02) Lawson Crouse (59:12) | Rogers Place, Edmonton, Alberta |

| 5. August 2020 12.30 Uhr | Arizona Coyotes Christian Dvorak (5:09) Conor Garland (47:08) Taylor Hall (55:38) Carl Söderberg (58:06) | 4:1 (1:0, 0:1, 3:0) Spielbericht Stand: 2:1 | Nashville Predators Viktor Arvidsson (27:31) | Rogers Place, Edmonton, Alberta |

| 7. August 2020 12.30 Uhr | Arizona Coyotes Michael Grabner (17:27) Phil Kessel (21:37) Jordan Oesterle (44:21) Brad Richardson (65:27) | 4:3 n. V. (1:0, 1:2, 1:1, 1:0) Spielbericht Stand: 3:1 | Nashville Predators Matt Duchene (24:29) Viktor Arvidsson (28:26) Filip Forsberg (59:28) | Rogers Place, Edmonton, Alberta |

#### (7) Vancouver Canucks – (10) Minnesota Wild
Zum zweiten Mal nach 2003 standen sich in der post-season die Vancouver Canucks und die Minnesota Wild gegenüber, wobei sich die Canucks mit 3:1 durchsetzten. Vancouver stellte in Person von Quinn Hughes nicht nur den besten Scorer (6) der Serie, sondern auch den punktbesten Verteidiger der gesamten Qualifizierungsrunde. Zudem überzeugte Torhüter Jacob Markström mit einer Fangquote von 92,6 %, der damit deutlich vor Minnesotas Alex Stalock (89,7 %) lag, wobei beiden ein Shutout gelang. Stalock hatte derweil den Vorzug gegenüber Devan Dubnyk erhalten. Für die Wild traten ferner Eric Staal mit fünf Scorerpunkten und Kevin Fiala mit drei Toren in Erscheinung.
| 2. August 2020 20.30 Uhr (Ortszeit) | Vancouver Canucks | 0:3 (0:1, 0:1, 0:1) Spielbericht Stand: 0:1 | Minnesota Wild Kevin Fiala (2:50) Jared Spurgeon (30:24) Jared Spurgeon (59:13) | Rogers Place, Edmonton, Alberta |

| 4. August 2020 20.45 Uhr | Vancouver Canucks Tanner Pearson (0:24) J. T. Miller (23:01) Brock Boeser (28:42) Bo Horvat (46:22) | 4:3 (1:1, 2:0, 1:2) Spielbericht Stand: 1:1 | Minnesota Wild Luke Kunin (17:16) Kevin Fiala (57:31) Kevin Fiala (59:51) | Rogers Place, Edmonton, Alberta |

| 6. August 2020 13.30 Uhr | Minnesota Wild | 0:3 (0:0, 0:1, 0:2) Spielbericht Stand: 1:2 | Vancouver Canucks Brock Boeser (33:49) Antoine Roussel (42:18) Elias Pettersson (58:38) | Rogers Place, Edmonton, Alberta |

| 7. August 2020 20.45 Uhr | Minnesota Wild Luke Kunin (2:58) Eric Staal (13:32) Joel Eriksson Ek (25:39) Nico Sturm (39:08) | 4:5 n. V. (2:1, 2:2, 0:1, 0:1) Spielbericht Stand: 1:3 | Vancouver Canucks Tanner Pearson (12:52) Brandon Sutter (27:20) Quinn Hughes (28:44) Bo Horvat (54:14) Christopher Tanev (60:11) | Rogers Place, Edmonton, Alberta |

#### (8) Calgary Flames – (9) Winnipeg Jets
Die Calgary Flames und Winnipeg Jets traten in dieser Form erstmals in den Playoffs gegeneinander an, zuvor stand man sich zuletzt im Jahre 1987 als erstes Franchise der Winnipeg Jets gegenüber. Für Calgary waren 16 der 19 eingesetzten Feldspieler an mindestens einem Treffer beteiligt, während Winnipeg insgesamt nur sechs Treffer gelangen. Für die Flames überzeugten dabei vor allem Sean Monahan mit sechs Scorerpunkten sowie Torhüter Cam Talbot mit einer Fangquote von 94,5 % sowie einem Shutout. Auf Seiten der Jets, die nach der ersten Partie verletzungsbedingt auf Mark Scheifele und Patrik Laine verzichten mussten, erreichte kein Spieler mehr als drei Punkte, während Connor Hellebuyck 90,4 % seiner Schüsse parierte.
| 1. August 2020 20.30 Uhr (Ortszeit) | Calgary Flames Johnny Gaudreau (27:06) Tobias Rieder (32:51) Mikael Backlund (38:14) Andrew Mangiapane (58:19) | 4:1 (0:1, 3:0, 1:0) Spielbericht Stand: 1:0 | Winnipeg Jets Andrew Copp (8:51) | Rogers Place, Edmonton, Alberta |

| 3. August 2020 12.30 Uhr | Calgary Flames Elias Lindholm (31:29) Sam Bennett (37:29) | 2:3 (0:1, 2:1, 0:1) Spielbericht Stand: 1:1 | Winnipeg Jets Jansen Harkins (7:18) Adam Lowry (25:43) Nikolaj Ehlers (50:24) | Rogers Place, Edmonton, Alberta |

| 4. August 2020 16.45 Uhr | Winnipeg Jets Nikolaj Ehlers (10:04) Andrew Copp (28:09) | 2:6 (1:1, 1:3, 0:2) Spielbericht Stand: 1:2 | Calgary Flames Elias Lindholm (10:22) Mikael Backlund (25:37) Sean Monahan (27:49) Matthew Tkachuk (32:48) Milan Lucic (48:28) Johnny Gaudreau (57:41) | Rogers Place, Edmonton, Alberta |

| 6. August 2020 20.30 Uhr | Winnipeg Jets | 0:4 (0:2, 0:0, 0:2) Spielbericht Stand: 1:3 | Calgary Flames Dillon Dubé (3:21) Sam Bennett (19:59) Sean Monahan (56:59) Rasmus Andersson (57:18) | Rogers Place, Edmonton, Alberta |

## Conference-Viertelfinale

### Eastern Conference

#### (1) Philadelphia Flyers – (8) Canadiens de Montréal
Erstmals seit dem Conference-Finale der Playoffs 2010 standen sich in der post-season wieder die Philadelphia Flyers und Canadiens de Montréal gegenüber, wobei die Flyers die Serie mit 4:2 für sich entschieden. Für Philadelphia zeigte vor allem Nachwuchs-Torwart Carter Hart mit zwei Shutouts und einer Fangquote von 93,6 % herausragende Leistungen, der sich in Montréals Carey Price (1 Shutout, 92,6 % Fangquote) einer etablierten NHL-Größe auf der Torhüterposition gegenübersah. Zudem stellten die Flyers mit Jakub Voráček (4 Tore, 3 Assists) den besten Scorer der Serie, während die Canadiens ab der zweiten Partie auf ihren Cheftrainer Claude Julien verzichten mussten, der sich notfallmäßig einem Eingriff am Herzen unterziehen musste.
| 12. August 2020 20.00 Uhr (Ortszeit) | Philadelphia Flyers Jakub Voráček (8:54) Joel Farabee (34:54) | 2:1 (1:0, 1:1, 0:0) Spielbericht Stand: 1:0 | Canadiens de Montréal Shea Weber (34:38) | Scotiabank Arena, Toronto, Ontario |

| 14. August 2020 15.00 Uhr | Philadelphia Flyers | 0:5 (0:2, 0:2, 0:1) Spielbericht Stand: 1:1 | Canadiens de Montréal Tomáš Tatar (1:02) Jesperi Kotkaniemi (12:36) Tomáš Tatar (21:25) Joel Armia (37:57) Jesperi Kotkaniemi (50:35) | Scotiabank Arena, Toronto, Ontario |

| 16. August 2020 20.00 Uhr | Canadiens de Montréal | 0:1 (0:1, 0:0, 0:0) Spielbericht Stand: 1:2 | Philadelphia Flyers Jakub Voráček (5:21) | Scotiabank Arena, Toronto, Ontario |

| 18. August 2020 15.00 Uhr | Canadiens de Montréal | 0:2 (0:1, 0:1, 0:0) Spielbericht Stand: 1:3 | Philadelphia Flyers Michael Raffl (6:32) Philippe Myers (37:04) | Scotiabank Arena, Toronto, Ontario |

| 19. August 2020 20.00 Uhr | Philadelphia Flyers Jakub Voráček (22:35) Jakub Voráček (26:37) Joel Farabee (50:37) | 3:5 (0:1, 2:2, 1:2) Spielbericht Stand: 3:2 | Canadiens de Montréal Joel Armia (2:53) Joel Armia (30:12) Brendan Gallagher (31:30) Nick Suzuki (50:59) Phillip Danault (59:42) | Scotiabank Arena, Toronto, Ontario |

| 21. August 2020 19.00 Uhr | Canadiens de Montréal Nick Suzuki (10:03) Nick Suzuki (26:05) | 2:3 (1:2, 1:1, 0:0) Spielbericht Stand: 2:4 | Philadelphia Flyers Iwan Proworow (0:28) Kevin Hayes (5:23) Michael Raffl (24:26) | Scotiabank Arena, Toronto, Ontario |

#### (2) Tampa Bay Lightning – (7) Columbus Blue Jackets
Im Conference-Viertelfinale trafen die Tampa Bay Lightning auf die Columbus Blue Jackets und setzten sich dabei mit 4:1 durch. Dabei handelte es sich um die Wiederauflage des Aufeinandertreffens des Vorjahres, in dem die Blue Jackets in der ersten Runde mit einem Sweep des Presidents’-Trophy-Siegers aus Tampa Bay für eine der größten Überraschungen der NHL-Historie gesorgt hatten. Bereits im ersten Spiel dieser Serie schrieben die Teams erneut Geschichte, indem sie das viertlängste Spiel der Playoff-Geschichte austrugen. In der fünften Overtime setzten sich die Lightning mit 3:2 durch, wobei Seth Jones (65:06 Minuten Einsatzzeit) und Joonas Korpisalo (85 gehaltene Schüsse) von Columbus jeweils neue NHL-Rekorde aufstellten. Letztlich überzeugten vor allem Nikita Kutscherow und Brayden Point für die Lightning mit jeweils sieben Scorerpunkten, während mit Joonas Korpisalo und Andrei Wassilewski beide Torhüter eine überdurchschnittliche Fangquote von über 93 % erreichten.
| 11. August 2020 15.00 Uhr (Ortszeit) | Tampa Bay Lightning Brayden Point (6:27) Yanni Gourde (40:23) Brayden Point (150:27) | 3:2 n. V. (1:1, 0:1, 1:0, 0:0, 0:0, 0:0, 0:0, 1:0) Spielbericht Stand: 1:0 | Columbus Blue Jackets Pierre-Luc Dubois (2:39) Oliver Bjorkstrand (39:12) | Scotiabank Arena, Toronto, Ontario |

| 13. August 2020 15.00 Uhr | Tampa Bay Lightning Nikita Kutscherow (5:24) | 1:3 (1:2, 0:0, 0:1) Spielbericht Stand: 1:1 | Columbus Blue Jackets Ryan Murray (12:52) Oliver Bjorkstrand (18:35) Alexander Wennberg (51:27) | Scotiabank Arena, Toronto, Ontario |

| 15. August 2020 19.30 Uhr | Columbus Blue Jackets Riley Nash (21:49) Eric Robinson (41:37) | 2:3 (0:1, 1:2, 1:0) Spielbericht Stand: 1:2 | Tampa Bay Lightning Alexander Killorn (15:48) Brayden Point (34:16) Victor Hedman (38:53) | Scotiabank Arena, Toronto, Ontario |

| 17. August 2020 15.00 Uhr | Columbus Blue Jackets Cam Atkinson (25:48) | 1:2 (0:0, 1:2, 0:0) Spielbericht Stand: 1:3 | Tampa Bay Lightning Barclay Goodrow (20:16) Yanni Gourde (24:09) | Scotiabank Arena, Toronto, Ontario |

| 19. August 2020 12.00 Uhr | Tampa Bay Lightning Tyler Johnson (5:38) Blake Coleman (6:39) Kevin Shattenkirk (52:01) Anthony Cirelli (58:22) Brayden Point (65:12) | 5:4 n. V. (2:1, 0:2, 2:1, 1:0) Spielbericht Stand: 4:1 | Columbus Blue Jackets Nick Foligno (11:51) Kevin Stenlund (29:35) Alexander Wennberg (39:44) Oliver Bjorkstrand (49:33) | Scotiabank Arena, Toronto, Ontario |

#### (3) Washington Capitals – (6) New York Islanders
Als einziger niedriger gesetzter Mannschaft gelang den New York Islanders im Viertelfinale der Eastern Conference das Weiterkommen gegen die Washington Capitals, die sie mit 4:1 besiegten. Dabei überzeugte vor allem die Defensive der „Isles“, die nur acht Gegentore in fünf Partien zuließ, während für Washington überhaupt nur drei Spieler als Torschützen in Erscheinung traten. Im Tor bestach Semjon Warlamow gegen seinen alten Arbeitgeber mit einem Shutout sowie einer Fangquote von 93,5 % gegenüber Braden Holtby (89,5 %) auf Seiten der Capitals, die zudem verletzungsbedingt auf die Alternative Ilja Samsonow verzichten mussten. In der Offensive New Yorks zeigten sich derweil Josh Bailey (6 Scorerpunkte) sowie Anthony Beauvillier und Kapitän Anders Lee (jeweils 3 Tore) mit guten Leistungen.
| 12. August 2020 15.00 Uhr (Ortszeit) | Washington Capitals T. J. Oshie (25:27) T. J. Oshie (31:18) | 2:4 (0:0, 2:1, 0:3) Spielbericht Stand: 0:1 | New York Islanders Jordan Eberle (38:57) Anders Lee (40:51) Josh Bailey (46:52) Anthony Beauvillier (51:55) | Scotiabank Arena, Toronto, Ontario |

| 14. August 2020 20.00 Uhr | Washington Capitals Alexander Owetschkin (0:56) Alexander Owetschkin (26:39) | 2:5 (1:0, 1:3, 0:2) Spielbericht Stand: 0:2 | New York Islanders Nick Leddy (22:56) Matt Martin (25:01) Brock Nelson (26:54) Cal Clutterbuck (57:14) Anders Lee (58:21) | Scotiabank Arena, Toronto, Ontario |

| 16. August 2020 12.00 Uhr | New York Islanders Anders Lee (14:50) Mathew Barzal (64:28) | 2:1 n. V. (1:0, 0:1, 0:0, 1:0) Spielbericht Stand: 3:0 | Washington Capitals Jewgeni Kusnezow (25:50) | Scotiabank Arena, Toronto, Ontario |

| 18. August 2020 20.00 Uhr | New York Islanders Jean-Gabriel Pageau (3:50) Mathew Barzal (9:16) | 2:3 (2:0, 0:2, 0:1) Spielbericht Stand: 3:1 | Washington Capitals Jewgeni Kusnezow (23:35) Alexander Owetschkin (25:29) Alexander Owetschkin (43:40) | Scotiabank Arena, Toronto, Ontario |

| 20. August 2020 20.00 Uhr | Washington Capitals | 0:4 (0:1, 0:1, 0:2) Spielbericht Stand: 1:4 | New York Islanders Anthony Beauvillier (10:19) Anthony Beauvillier (29:33) Nick Leddy (57:47) Josh Bailey (58:31) | Scotiabank Arena, Toronto, Ontario |

#### (4) Boston Bruins – (5) Carolina Hurricanes
Auch zwischen den Boston Bruins und den Carolina Hurricanes kam es zu einer Wiederauflage des Vorjahres, die nach dem Sweep der Bruins im Conference-Finale 2019 auch in diesen Playoffs mit einem Bostoner 4:1-Erfolg einen ähnlichen Ausgang nahm. Bei den Bruins waren es vor allem David Krejčí (8 Punkte), der für den in drei von fünf Spielen fehlenden David Pastrňák mehr Einsatzzeit erhielt, und Brad Marchand (7 Punkte), die in der Offensive den Unterschied ausmachten. Zudem mussten die Bruins ab der dritten Partie auf Stammtorwart Tuukka Rask verzichten, der Toronto aufgrund familiärer Gründe verließ, jedoch von Jaroslav Halák (93,2  % Fangquote) problemlos vertreten wurde. Auf Seiten der Hurricanes, die mit Petr Mrázek (92,4 %) und James Reimer (91,2 %) erneut ein Torhüterduo ins Rennen schickten, erreichte außer Sebastian Aho kein Spieler Marke von 4 Punkten. Darüber hinaus verletzte sich Carolinas Angreifer Andrei Swetschnikow in Spiel drei und kam nicht mehr zum Einsatz.
| 12. August 2020 11.00 Uhr (Ortszeit) | Boston Bruins David Pastrňák (17:45) Charlie Coyle (24:38) David Krejčí (40:59) Patrice Bergeron (81:13) | 4:3 n. V. (1:1, 1:1, 1:1, 0:0, 1:0) Spielbericht Stand: 1:0 | Carolina Hurricanes Joel Edmundson (13:02) Brock McGinn (24:59) Haydn Fleury (49:49) | Scotiabank Arena, Toronto, Ontario |

| 13. August 2020 20.00 Uhr | Boston Bruins David Krejčí (15:41) Brad Marchand (39:55) | 2:3 (1:0, 1:2, 0:1) Spielbericht Stand: 1:1 | Carolina Hurricanes Teuvo Teräväinen (35:13) Andrei Swetschnikow (36:41) Dougie Hamilton (48:30) | Scotiabank Arena, Toronto, Ontario |

| 15. August 2020 12.00 Uhr | Carolina Hurricanes Nino Niederreiter (46:30) | 1:3 (0:0, 0:1, 1:2) Spielbericht Stand: 1:2 | Boston Bruins Charlie Coyle (20:14) Sean Kuraly (41:16) Brad Marchand (59:29) | Scotiabank Arena, Toronto, Ontario |

| 17. August 2020 20.00 Uhr | Carolina Hurricanes Justin Williams (9:17) Jordan Martinook (32:08) Teuvo Teräväinen (58:33) | 3:4 (1:0, 1:0, 1:4) Spielbericht Stand: 1:3 | Boston Bruins Jake DeBrusk (47:26) Connor Clifton (50:10) Brad Marchand (51:40) Jake DeBrusk (54:17) | Scotiabank Arena, Toronto, Ontario |

| 19. August 2020 16.00 Uhr | Boston Bruins David Krejčí (35:20) Patrice Bergeron (39:56) | 2:1 (0:1, 2:0, 0:0) Spielbericht Stand: 4:1 | Carolina Hurricanes Haydn Fleury (9:35) | Scotiabank Arena, Toronto, Ontario |

### Western Conference

#### (1) Vegas Golden Knights – (8) Chicago Blackhawks
Die erste Playoff-Begegnung beider Teams gestalteten die Vegas Golden Knights mit einem 4:1-Erfolg über die Chicago Blackhawks siegreich. Obwohl Chicagos Corey Crawford (92,0 % Fangquote) sein Gegenüber Robin Lehner (90,5 %) statistisch übertraf (Partie 3 bestritt Marc-André Fleury für Vegas), war es letztlich das aggressive Forechecking und die Kadertiefe der Golden Knights – nur drei Feldspieler blieben ohne Scorerpunkt – die den Unterschied in der Serie machten. Für Vegas überzeugten offensiv Reilly Smith mit sechs Scorerpunkten und Jonathan Marchessault mit fünf Assists, während auf Seiten der Blackhawks nur Patrick Kane (5 Punkte) mehr als vier Scorerpunkte verbuchen konnte. Insbesondere Jonathan Toews und Dominik Kubalík gelang es derweil nicht, an die überzeugenden Leistungen der vorherigen Runde anzuknüpfen.
| 11. August 2020 20.30 Uhr (Ortszeit) | Vegas Golden Knights Shea Theodore (27:22) William Carrier (29:39) Reilly Smith (43:32) Reilly Smith (48:14) | 4:1 (0:0, 2:1, 2:0) Spielbericht Stand: 1:0 | Chicago Blackhawks David Kämpf (30:51) | Rogers Place, Edmonton, Alberta |

| 13. August 2020 15.30 Uhr | Vegas Golden Knights Paul Stastny (10:44) Tomáš Nosek (15:35) Mark Stone (37:20) Reilly Smith (67:13) | 4:3 n. V. (2:0, 1:3, 0:0, 1:0) Spielbericht Stand: 2:0 | Chicago Blackhawks Kirby Dach (23:17) Dominik Kubalík (32:07) Dylan Strome (39:46) | Rogers Place, Edmonton, Alberta |

| 15. August 2020 18.00 Uhr | Chicago Blackhawks Olli Määttä (46:21) | 1:2 (0:1, 0:1, 1:0) Spielbericht Stand: 0:3 | Vegas Golden Knights William Karlsson (4:12) Patrick Brown (35:23) | Rogers Place, Edmonton, Alberta |

| 16. August 2020 16.30 Uhr | Chicago Blackhawks Drake Caggiula (4:08) Matthew Highmore (13:40) Alex DeBrincat (59:49) | 3:1 (2:1, 0:0, 1:0) Spielbericht Stand: 1:3 | Vegas Golden Knights Shea Theodore (13:58) | Rogers Place, Edmonton, Alberta |

| 18. August 2020 20.30 Uhr | Vegas Golden Knights Max Pacioretty (19:29) Mark Stone (20:57) Alec Martinez (27:28) Alex Tuch (41:34) | 4:3 (1:2, 2:1, 1:0) Spielbericht Stand: 4:1 | Chicago Blackhawks Jonathan Toews (10:32) Alex DeBrincat (18:19) Patrick Kane (24:02) | Rogers Place, Edmonton, Alberta |

#### (2) Colorado Avalanche – (7) Arizona Coyotes
Erstmals seit 20 Jahren, seit dem Conference-Viertelfinale der Playoffs 2000, traf die Colorado Avalanche wieder auf die Arizona Coyotes und setzte sich wie damals mit 4:1 durch. In der wohl einseitigsten Serie dieser Runde, die mit 22:8 Toren für Colorado endete, beeindruckten vor allem Nathan MacKinnon mit 10 Scorerpunkten, der zum Ende des Conference-Viertelfinals auch die gesamte Liga (gemeinsam mit Elias Pettersson) mit 13 Punkten anführte, sowie Nazem Kadri mit 5 erzielten Treffern. Auch auf der Torhüterposition waren die Statistiken am Ende eindeutig, so erreichte Philipp Grubauer eine Fangquote von über 95 %, während Darcy Kuemper für Arizona unter 90 % blieb. Darüber hinaus erreichte kein Spieler der Coyotes mehr als drei Scorerpunkte.
| 12. August 2020 15.30 Uhr (Ortszeit) | Colorado Avalanche Nazem Kadri (53:05) J. T. Compher (53:15) Mikko Rantanen (54:28) | 3:0 (0:0, 0:0, 3:0) Spielbericht Stand: 1:0 | Arizona Coyotes | Rogers Place, Edmonton, Alberta |

| 14. August 2020 12.00 Uhr | Colorado Avalanche Nathan MacKinnon (3:40) Tyson Jost (23:37) André Burakovsky (57:07) | 3:2 (1:1, 1:1, 1:0) Spielbericht Stand: 2:0 | Arizona Coyotes Clayton Keller (16:49) Michael Grabner (25:06) | Rogers Place, Edmonton, Alberta |

| 15. August 2020 13.00 Uhr | Arizona Coyotes Derek Stepan (6:29) Brad Richardson (39:26) Taylor Hall (58:40) Lawson Crouse (59:55) | 4:2 (1:0, 1:1, 2:1) Spielbericht Stand: 2:1 | Colorado Avalanche André Burakovsky (33:12) Mikko Rantanen (59:03) | Rogers Place, Edmonton, Alberta |

| 17. August 2020 15.30 Uhr | Arizona Coyotes Jakob Chychrun (33:31) | 1:7 (0:3, 1:1, 0:3) Spielbericht Stand: 1:3 | Colorado Avalanche Matt Nieto (14:07) Nazem Kadri (16:07) Nazem Kadri (19:39) Joonas Donskoi (31:37) Cale Makar (40:19) Matt Calvert (42:57) Mikko Rantanen (56:24) | Rogers Place, Edmonton, Alberta |

| 19. August 2020 15.30 Uhr | Colorado Avalanche Nazem Kadri (4:39) Samuel Girard (8:29) Nazem Kadri (18:32) Nathan MacKinnon (29:51) Nathan MacKinnon (30:49) Nikita Sadorow (38:16) J. T. Compher (55:19) | 7:1 (3:0, 3:0, 1:1) Spielbericht Stand: 4:1 | Arizona Coyotes Clayton Keller (46:51) | Rogers Place, Edmonton, Alberta |

#### (3) Dallas Stars – (6) Calgary Flames
Im Conference-Viertelfinale gewannen die Dallas Stars ihre Serie gegen die Calgary Flames mit 4:2, wobei sich beide Franchises erst zum zweiten Mal in der Playoff-Historie gegenüberstanden. Zuletzt war dies im Jahre 1981 mit dem gleichen Ergebnis der Fall gewesen, als Dallas noch als Minnesota North Stars firmierte. Auf Seiten der Stars traten vor allem Verteidiger Miro Heiskanen als Topscorer (8) der Serie sowie Denis Gurjanow mit sechs Treffern in Erscheinung, von denen er allein vier im letztlich entscheidenden sechsten Spiel erzielte, das Dallas nach 0:3-Rückstand noch mit 7:3 für sich entschied. Auf der Torhüterposition begegneten sich Anton Chudobin (91,8 % Fangquote) und Cam Talbot für Calgary (91,3 %) auf Augenhöhe. Bester Scorer der Flames wurde derweil Sam Bennett mit fünf Punkten.
| 11. August 2020 15.30 Uhr (Ortszeit) | Dallas Stars Denis Gurjanow (30:52) Jamie Benn (31:01) | 2:3 (0:2, 2:1, 0:0) Spielbericht Stand: 0:1 | Calgary Flames Dillon Dubé (10:54) Dillon Dubé (18:02) Rasmus Andersson (36:01) | Rogers Place, Edmonton, Alberta |

| 13. August 2020 20.30 Uhr | Dallas Stars Alexander Radulow (2:42) Miro Heiskanen (11:14) Miro Heiskanen (24:50) Corey Perry (35:05) Jamie Oleksiak (59:20) | 5:4 (2:1, 2:1, 1:2) Spielbericht Stand: 1:1 | Calgary Flames Dillon Dubé (0:19) Derek Forbort (33:00) Tobias Rieder (52:34) Sam Bennett (57:11) | Rogers Place, Edmonton, Alberta |

| 14. August 2020 20.30 Uhr | Calgary Flames Mikael Backlund (25:58) T. J. Brodie (50:36) | 2:0 (0:0, 1:0, 1:0) Spielbericht Stand: 2:1 | Dallas Stars | Rogers Place, Edmonton, Alberta |

| 16. August 2020 12.00 Uhr | Calgary Flames Johnny Gaudreau (21:54) Sam Bennett (23:57) Sam Bennett (34:50) Tobias Rieder (43:11) | 4:5 n. V. (0:1, 3:2, 1:1, 0:1) Spielbericht Stand: 2:2 | Dallas Stars Joe Pavelski (18:11) Joe Pavelski (23:14) Denis Gurjanow (39:23) Joe Pavelski (59:48) Alexander Radulow (76:05) | Rogers Place, Edmonton, Alberta |

| 18. August 2020 15.30 Uhr | Dallas Stars Jamie Benn (10:13) John Klingberg (41:12) | 2:1 (1:1, 0:0, 1:0) Spielbericht Stand: 3:2 | Calgary Flames Mikael Backlund (19:14) | Rogers Place, Edmonton, Alberta |

| 20. August 2020 20.30 Uhr | Calgary Flames Andrew Mangiapane (3:42) Johnny Gaudreau (5:38) Rasmus Andersson (6:34) | 3:7 (3:1, 0:5, 0:1) Spielbericht Stand: 2:4 | Dallas Stars Miro Heiskanen (9:36) Denis Gurjanow (20:59) Denis Gurjanow (23:25) Radek Faksa (25:47) Joe Pavelski (27:22) Denis Gurjanow (35:30) Denis Gurjanow (49:02) | Rogers Place, Edmonton, Alberta |

#### (4) St. Louis Blues – (5) Vancouver Canucks
Die St. Louis Blues schieden als Titelverteidiger im Conference-Viertelfinale durch eine 2:4-Niederlage gegen die Vancouver Canucks aus. Während bei den Blues die offensiven Leistungsträger des Vorjahres ihre Leistungen bestätigten (Ryan O’Reilly mit 8 sowie David Perron mit 7 Scorerpunkten), gelang dies Jordan Binnington im Tor nicht annähernd, so verlor er die ersten beiden Partien und wurde während der Serie, ebenso wie Mitte des letztlich entscheidenden sechsten Spiels, durch Jake Allen ersetzt. Letztlich beendete er die Serie mit einer Fangquote von nur 80 %, ließ also statistisch jeden fünften Schuss passieren. Jacob Markström auf der Gegenseite überzeugte derweil mit 93 % gehaltenen Schüssen, während offensiv Elias Pettersson (9 Punkte) sowie J. T. Miller, Bo Horvat und Tyler Motte (jeweils 4 Treffer) in Erscheinung traten. Darüber hinaus mussten die Blues den Großteil der Serie verletzungsbedingt auf Wladimir Tarassenko und Alexander Steen verzichten.
| 12. August 2020 20.30 Uhr (Ortszeit) | St. Louis Blues David Perron (16:37) Jaden Schwartz (29:49) | 2:5 (1:1, 1:1, 0:3) Spielbericht Stand: 0:1 | Vancouver Canucks Bo Horvat (4:29) Elias Pettersson (28:37) Troy Stecher (45:37) Bo Horvat (48:01) J. T. Miller (59:21) | Rogers Place, Edmonton, Alberta |

| 14. August 2020 16.30 Uhr | St. Louis Blues Ryan O’Reilly (38:56) Samuel Blais (49:02) Jaden Schwartz (59:53) | 3:4 n. V. (0:1, 1:1, 2:1, 0:1) Spielbericht Stand: 0:2 | Vancouver Canucks Bo Horvat (7:23) Tanner Pearson (33:01) Elias Pettersson (45:36) Bo Horvat (65:55) | Rogers Place, Edmonton, Alberta |

| 16. August 2020 20.30 Uhr | Vancouver Canucks J. T. Miller (21:19) Elias Pettersson (38:39) | 2:3 n. V. (0:0, 2:2, 0:0, 0:1) Spielbericht Stand: 1:2 | St. Louis Blues Justin Faulk (28:16) David Perron (38:02) Brayden Schenn (75:06) | Rogers Place, Edmonton, Alberta |

| 17. August 2020 20.30 Uhr | Vancouver Canucks J. T. Miller (20:40) | 1:3 (0:1, 1:2, 0:0) Spielbericht Stand: 2:2 | St. Louis Blues Ryan O’Reilly (16:43) Ryan O’Reilly (26:52) Alex Pietrangelo (35:47) | Rogers Place, Edmonton, Alberta |

| 19. August 2020 20.30 Uhr | St. Louis Blues Brayden Schenn (15:41) Ryan O’Reilly (19:31) Zach Sanford (25:51) | 3:4 (2:1, 1:3, 0:0) Spielbericht Stand: 2:3 | Vancouver Canucks Tyler Motte (13:15) J. T. Miller (31:54) Jake Virtanen (36:08) Tyler Motte (38:17) | Rogers Place, Edmonton, Alberta |

| 21. August 2020 19.45 Uhr | Vancouver Canucks Jay Beagle (3:45) Antoine Roussel (22:09) Troy Stecher (26:49) Brock Boeser (28:06) Tyler Motte (53:19) Tyler Motte (59:10) | 6:2 (1:0, 3:0, 2:2) Spielbericht Stand: 4:2 | St. Louis Blues Jaden Schwartz (46:32) Jaden Schwartz (58:38) | Rogers Place, Edmonton, Alberta |

## Conference-Halbfinale
Im Zuge der Black-Lives-Matter-Bewegung sowie konkret als Reaktion auf die Schüsse der Polizei auf Jacob Blake schloss sich die NHL dem landesweiten Athletenstreik an und sagte die geplanten Partien für den 27. und 28. August 2020 ab.

### Eastern Conference

#### (1) Philadelphia Flyers – (6) New York Islanders
Erstmals seit 1987 standen sich in den Playoffs wieder die Philadelphia Flyers und die New York Islanders gegenüber, wobei die Islanders durch einen 4:3-Erfolg ins Conference-Finale einzogen. In deren Tor gelang es Semjon Warlamow nicht, an die vorherigen Leistungen anzuknüpfen, so wurde er bereits während der zweiten Partie durch Thomas Greiss ersetzt, verlor die Spiele 5 und 6 zum zwischenzeitlichen 3:3-Ausgleich in der Serie und blieb mit seiner Fangquote unter 90 %. Greiss hingegen parierte 96 % der Schüsse auf sein Tor und sorgte mit seinem Shutout in der entscheidenden siebten Partie mit für den Einzug in die nächste Runde. In der Offensive überzeugten derweil vor allem Brock Nelson mit je vier Toren und Vorlagen sowie Josh Bailey mit sieben Assists. Auf Seiten der Flyers erzielte nur Kevin Hayes (6) mehr als vier Scorerpunkte, während auch Torhüter Carter Hart mit einer Fangquote von 90,5 % hinter den Erwartungen zurückblieb. Darüber hinaus offenbarten die Flyers deutliche Schwächen im Powerplay, so gelang ihnen trotz 13 Gelegenheiten kein Tor in Überzahl.
| 24. August 2020 19.00 Uhr (Ortszeit) | Philadelphia Flyers | 0:4 (0:1, 0:0, 0:3) Spielbericht Stand: 0:1 | New York Islanders Andy Greene (6:06) Jean-Gabriel Pageau (42:54) Anders Lee (48:50) Devon Toews (52:21) | Scotiabank Arena, Toronto, Ontario |

| 26. August 2020 15.00 Uhr | Philadelphia Flyers Kevin Hayes (1:57) Kevin Hayes (9:43) Sean Couturier (15:09) Philippe Myers (62:41) | 4:3 n. V. (3:0, 0:1, 0:2, 1:0) Spielbericht Stand: 1:1 | New York Islanders Anders Lee (31:45) Anthony Beauvillier (51:11) Jean-Gabriel Pageau (57:51) | Scotiabank Arena, Toronto, Ontario |

| 29. August 2020 19.00 Uhr | New York Islanders Matt Martin (27:12) Leo Komarov (39:54) Anders Lee (43:41) | 3:1 (0:1, 2:0, 1:0) Spielbericht Stand: 2:1 | Philadelphia Flyers Tyler Pitlick (14:18) | Scotiabank Arena, Toronto, Ontario |

| 30. August 2020 20.00 Uhr | New York Islanders Brock Nelson (26:52) Jean-Gabriel Pageau (47:18) Brock Nelson (51:12) | 3:2 (0:0, 1:1, 2:1) Spielbericht Stand: 3:1 | Philadelphia Flyers Sean Couturier (35:19) Iwan Proworow (58:55) | Scotiabank Arena, Toronto, Ontario |

| 1. September 2020 19.00 Uhr | Philadelphia Flyers Claude Giroux (35:45) James van Riemsdyk (38:18) Matt Niskanen (44:32) Scott Laughton (72:20) | 4:3 n. V. (0:0, 2:1, 1:2, 1:0) Spielbericht Stand: 2:3 | New York Islanders Mathew Barzal (21:20) Brock Nelson (55:46) Derick Brassard (57:19) | Scotiabank Arena, Toronto, Ontario |

| 3. September 2020 19.00 Uhr | New York Islanders Derick Brassard (16:33) Matt Martin (21:24) Anders Lee (23:06) Mathew Barzal (39:30) | 4:5 n. V. (1:2, 3:1, 0:1, 0:0, 0:1) Spielbericht Stand: 3:3 | Philadelphia Flyers Kevin Hayes (10:16) James van Riemsdyk (11:52) Michael Raffl (33:21) Scott Laughton (49:53) Iwan Proworow (95:03) | Scotiabank Arena, Toronto, Ontario |

| 5. September 2020 19.30 Uhr | Philadelphia Flyers | 0:4 (0:2, 0:1, 0:1) Spielbericht Stand: 3:4 | New York Islanders Scott Mayfield (9:27) Andy Greene (13:12) Brock Nelson (31:26) Anthony Beauvillier (53:42) | Scotiabank Arena, Toronto, Ontario |

#### (2) Tampa Bay Lightning – (4) Boston Bruins
Im Conference-Halbfinale setzten sich die Tampa Bay Lightning mit 4:1 gegen die Boston Bruins durch. Im insgesamt dritten Aufeinandertreffen beider Teams in der post-season nahm die Serie den gleichen Ausgang wie zuletzt an gleicher Stelle in den Playoffs 2018. Tampa Bay erzielte zwar weniger Powerplay-Tore (4:5), dominierte die Bruins allerdings mit 15:5 Treffern klar im 5-gegen-5 (even strength). Zudem setzte Andrei Wassilewski im Tor der Lightning seine bisherigen Leistungen fort, so übertraf er mit einer Fangquote von 93,6 % und einem Gegentorschnitt von 1,79 sein Gegenüber Jaroslav Halák (89,6 %; 3,13) deutlich. Derweil überzeugten Brayden Point (8 Scorerpunkte) sowie Nikita Kutscherow und Ondřej Palát (je 7) offensiv für Tampa Bay, während auf Seiten Bostons nur David Pastrňák (6) und Brad Marchand (5) mehr als drei Punkte verzeichneten.
| 23. August 2020 20.00 Uhr (Ortszeit) | Tampa Bay Lightning Victor Hedman (48:50) Victor Hedman (58:46) | 2:3 (0:1, 0:1, 2:1) Spielbericht Stand: 0:1 | Boston Bruins Charlie Coyle (18:52) David Pastrňák (24:34) Brad Marchand (41:17) | Scotiabank Arena, Toronto, Ontario |

| 25. August 2020 19.00 Uhr | Tampa Bay Lightning Blake Coleman (12:42) Nikita Kutscherow (35:28) Blake Coleman (50:40) Ondřej Palát (64:40) | 4:3 n. V. (1:1, 1:1, 1:1, 1:0) Spielbericht Stand: 1:1 | Boston Bruins Nick Ritchie (3:14) Brad Marchand (34:33) Brad Marchand (56:02) | Scotiabank Arena, Toronto, Ontario |

| 26. August 2020 20.00 Uhr | Boston Bruins Brad Marchand (24:56) | 1:7 (0:2, 1:4, 0:1) Spielbericht Stand: 1:2 | Tampa Bay Lightning Ondřej Palát (12:46) Yanni Gourde (13:01) Michail Sergatschow (22:14) Alexander Killorn (28:35) Brayden Point (35:23) Alexander Killorn (38:01) Nikita Kutscherow (43:58) | Scotiabank Arena, Toronto, Ontario |

| 29. August 2020 12.00 Uhr | Boston Bruins Jake DeBrusk (47:04) | 1:3 (0:1, 0:2, 1:0) Spielbericht Stand: 1:3 | Tampa Bay Lightning Ondřej Palát (8:59) Ondřej Palát (32:29) Victor Hedman (38:04) | Scotiabank Arena, Toronto, Ontario |

| 31. August 2020 19.00 Uhr | Tampa Bay Lightning Ondřej Palát (24:21) Anthony Cirelli (52:03) Victor Hedman (94:12) | 3:2 n. V. (0:0, 1:1, 1:1, 0:0, 1:0) Spielbericht Stand: 4:1 | Boston Bruins David Pastrňák (32:38) David Krejčí (57:27) | Scotiabank Arena, Toronto, Ontario |

### Western Conference

#### (1) Vegas Golden Knights – (5) Vancouver Canucks
Die erste Playoff-Begegnung beider Teams entschieden die Vegas Golden Knights mit 4:3 gegen die Vancouver Canucks für sich. Trotz deutlich zugunsten der Golden Knights verteilter Spielanteile (273:169 Schüsse aufs Tor) gestalteten die Canucks die Serie bis zuletzt ausgeglichen, unter anderem aufgrund von Torhüter Thatcher Demko, der beim Stand von 1:3 den verletzten Stammkeeper Jacob Markström ersetzte. Demko parierte in den ersten beiden Playoff-Partien seiner Karriere insgesamt 89 von 90 Schüssen, was nicht nur zum 3:3-Ausgleich in der Serie, sondern auch zu mehreren NHL-Rekorden führte. Unter anderem verzeichnete kein Rookie mehr Paraden als er in einem Playoff-Shutout (48; zuvor 37 von Mike Richter für New York in den Playoffs 1991 gegen Washington). Die Serie war insgesamt von Shutouts geprägt, so gelang es einer Mannschaft in vier von sieben Partien nicht, ein Tor zu erzielen. Daran hatte Robin Lehner mit drei Shutouts den größten Anteil, während er mit einer Fangquote von 93,4 % auch an seine vorherigen Leistungen anknüpfte. Offensiv überzeugten Shea Theodore (trotz seiner Position des Verteidigers) als Topscorer der Serie (9 Scorerpunkte) sowie Mark Stone (7) für Vegas und J. T. Miller (8) sowie Quinn Hughes (6) für Vancouver. Hughes sorgte derweil für einen weiteren NHL-Rekord, indem er die Playoffs mit 16 Punkten beendete, so viel wie zuvor kein anderer Rookie-Verteidiger (zuvor 14, Glen Wesley, Playoffs 1988). Er übertraf dabei den in der parallelen Serie spielenden Cale Makar der Colorado Avalanche um einen Punkt.
| 23. August 2020 20.30 Uhr (Ortszeit) | Vegas Golden Knights Jonathan Marchessault (11:37) Reilly Smith (22:13) Mark Stone (31:35) Alex Tuch (36:34) Max Pacioretty (50:47) | 5:0 (1:0, 3:0, 1:0) Spielbericht Stand: 1:0 | Vancouver Canucks | Rogers Place, Edmonton, Alberta |

| 25. August 2020 19.45 Uhr | Vegas Golden Knights Alex Tuch (26:34) Max Pacioretty (58:34) | 2:5 (0:2, 1:1, 1:2) Spielbericht Stand: 1:1 | Vancouver Canucks Tyler Toffoli (1:29) Bo Horvat (10:59) Elias Pettersson (28:35) Bo Horvat (40:18) Tanner Pearson (59:30) | Rogers Place, Edmonton, Alberta |

| 29. August 2020 19.45 Uhr | Vancouver Canucks | 0:3 (0:2, 0:0, 0:1) Spielbericht Stand: 1:2 | Vegas Golden Knights Alex Tuch (4:05) Zach Whitecloud (5:28) Mark Stone (42:19) | Rogers Place, Edmonton, Alberta |

| 30. August 2020 20.30 Uhr | Vancouver Canucks Elias Pettersson (11:15) Bo Horvat (24:07) Tyler Toffoli (31:26) | 3:5 (1:2, 2:0, 0:3) Spielbericht Stand: 1:3 | Vegas Golden Knights Max Pacioretty (9:28) Chandler Stephenson (13:19) Nate Schmidt (42:52) Max Pacioretty (47:02) William Karlsson (48:29) | Rogers Place, Edmonton, Alberta |

| 1. September 2020 19.45 Uhr | Vegas Golden Knights Shea Theodore (35:12) | 1:2 (0:0, 1:1, 0:1) Spielbericht Stand: 2:3 | Vancouver Canucks Brock Boeser (35:36) Elias Pettersson (43:19) | Rogers Place, Edmonton, Alberta |

| 3. September 2020 19.45 Uhr | Vancouver Canucks Jake Virtanen (2:50) J. T. Miller (41:03) Quinn Hughes (48:16) Bo Horvat (55:22) | 4:0 (1:0, 0:0, 3:0) Spielbericht Stand: 3:3 | Vegas Golden Knights | Rogers Place, Edmonton, Alberta |

| 4. September 2020 19.00 Uhr | Vegas Golden Knights Shea Theodore (53:52) Alex Tuch (57:54) Paul Stastny (59:54) | 3:0 (0:0, 0:0, 3:0) Spielbericht Stand: 4:3 | Vancouver Canucks | Rogers Place, Edmonton, Alberta |

#### (2) Colorado Avalanche – (3) Dallas Stars
Die Dallas Stars gewannen ihr Conference-Halbfinale gegen die Colorado Avalanche mit 4:3, wobei sich die Teams zuletzt in den Playoffs 2006 gegenübergestanden hatten. In einer ausgeglichenen und offensiv geprägten Serie (29:28 Tore für Colorado) benötigte es im entscheidenden siebten Spiel die Overtime, die Joel Kiviranta mit seinem dritten Tor in dieser Partie beendete. Der Rookie, der sein insgesamt erst 14. NHL-Spiel bestritt, wurde damit zum ersten Spieler seit Wayne Gretzky im Jahre 1993, dem in einem siebten Spiel ein Hattrick gelang. Colorado musste bereits Mitte des ersten Spiels verletzungsbedingt auf den bisherigen Stammtorwart Philipp Grubauer verzichten, der erst von Pavel Francouz (86,2 % Fangquote) und ab der fünften Partie beim Stande von 1:3 von Michael Hutchinson (91,0 %) vertreten wurde. Offensiv wurde die Avalanche von Nathan MacKinnon (12 Scorerpunkte) und Mikko Rantanen (11) getragen, die zum Zeitpunkt ihres Ausscheidens auch die Scorerliste der gesamten Liga anführten (25 bzw. 21 Punkte). Auf Seiten der Stars waren es unter anderem Jamie Benn und Miro Heiskanen mit jeweils neun Punkten sowie Alexander Radulow mit fünf Treffern, die im Angriff in Erscheinung traten. Darüber hinaus hielt auf Seiten der Avalanche, die mit nur vier Powerplay-Treffern Schwächen im Überzahlspiel offenbarte, Cale Makar zwischenzeitlich den Rekord für die meisten Punkte eines Rookie-Verteidigers in den Playoffs, wurde bei 15 eigenen Punkten jedoch noch von Quinn Hughes (16) der Vancouver Canucks in der parallelen Serien übertroffen.
| 22. August 2020 18.00 Uhr (Ortszeit) | Colorado Avalanche Nathan MacKinnon (5:04) Gabriel Landeskog (24:36) Nathan MacKinnon (38:29) | 3:5 (1:3, 2:1, 0:1) Spielbericht Stand: 0:1 | Dallas Stars Tyler Seguin (4:00) Blake Comeau (9:51) Alexander Radulow (16:28) Alexander Radulow (29:09) Roope Hintz (48:47) | Rogers Place, Edmonton, Alberta |

| 24. August 2020 19.45 Uhr | Colorado Avalanche Nathan MacKinnon (6:08) Mikko Rantanen (28:44) | 2:5 (1:0, 1:4, 0:1) Spielbericht Stand: 0:2 | Dallas Stars Joe Pavelski (29:54) Radek Faksa (30:37) Alexander Radulow (35:34) Esa Lindell (39:14) Jamie Oleksiak (59:50) | Rogers Place, Edmonton, Alberta |

| 26. August 2020 20.30 Uhr | Dallas Stars Tyler Seguin (11:12) Denis Gurjanow (44:42) Blake Comeau (49:02) Jamie Benn (50:47) | 4:6 (1:0, 0:3, 3:3) Spielbericht Stand: 2:1 | Colorado Avalanche Nikita Sadorow (21:00) André Burakovsky (24:41) Gabriel Landeskog (31:00) Mikko Rantanen (52:02) Nazem Kadri (53:54) Pierre-Édouard Bellemare (58:26) | Rogers Place, Edmonton, Alberta |

| 30. August 2020 16.00 Uhr | Dallas Stars John Klingberg (6:18) Radek Faksa (8:33) Jamie Benn (10:45) Roope Hintz (47:30) Denis Gurjanow (48:02) | 5:4 (3:0, 0:2, 2:2) Spielbericht Stand: 3:1 | Colorado Avalanche Waleri Nitschuschkin (33:24) Cale Makar (39:34) Waleri Nitschuschkin (51:24) Wladislaw Namestnikow (59:56) | Rogers Place, Edmonton, Alberta |

| 31. August 2020 19.45 Uhr | Colorado Avalanche Pierre-Édouard Bellemare (4:37) André Burakovsky (11:51) Nathan MacKinnon (12:32) Nazem Kadri (13:43) Mikko Rantanen (14:27) André Burakovsky (38:04) | 6:3 (5:0, 1:2, 0:1) Spielbericht Stand: 2:3 | Dallas Stars Joe Pavelski (27:50) Miro Heiskanen (37:31) Jamie Benn (54:12) | Rogers Place, Edmonton, Alberta |

| 2. September 2020 18.00 Uhr | Dallas Stars Miro Heiskanen (17:35) | 1:4 (1:1, 0:1, 0:2) Spielbericht Stand: 3:3 | Colorado Avalanche Nikita Sadorow (19:28) Cale Makar (27:48) Mikko Rantanen (43:21) Nathan MacKinnon (57:14) | Rogers Place, Edmonton, Alberta |

| 4. September 2020 14.00 Uhr | Colorado Avalanche Wladislaw Namestnikow (3:48) André Burakovsky (9:43) Nazem Kadri (25:45) Wladislaw Namestnikow (56:20) | 4:5 n. V. (2:1, 1:1, 1:2, 0:1) Spielbericht Stand: 3:4 | Dallas Stars Alexander Radulow (2:39) Joel Kiviranta (23:06) Alexander Radulow (41:28) Joel Kiviranta (56:30) Joel Kiviranta (67:24) | Rogers Place, Edmonton, Alberta |

## Conference-Finale
Mit Beginn der Conference-Finals wurden alle Partien in Edmonton ausgetragen, sodass die Teams der Eastern Conference Toronto verlassen mussten.

### Eastern Conference

#### (2) Tampa Bay Lightning – (6) New York Islanders
Im Endspiel der Eastern Conference besiegten die Tampa Bay Lightning die New York Islanders mit 4:2, sodass sie die Prince of Wales Trophy gewannen und ins Stanley-Cup-Finale einzogen. Tampa bestritt sein sechstes Conference-Finale, wobei die letzte Teilnahme erst zwei Jahre zurücklag. Die Islanders hingegen standen zum ersten Mal seit 1993 in dieser Runde sowie zum fünften Mal insgesamt. Für die Lightning überzeugten offensiv vor allem Nikita Kutscherow und Brayden Point mit zehn bzw. sieben Scorerpunkten, die damit auch die Positionen 1 und 3 der Scorerliste übernahmen. Im Duell der russischen Torhüter übertraf Tampa Bays Andrei Wassilewski (93,3 % Fangquote) sein Gegenüber Semjon Warlamow (92,1 %), wobei jedoch beide Torleute überdurchschnittliche Leistungen zeigte. Gemeinsam mit Landsmann Anton Chudobin, der im parallelen Finale der Western Conference für Dallas auf dem Eis stand, sorgten sie dafür, dass erstmal in der NHL-Historie drei russische Torhüter im Conference-Finale für ihre Teams als „Starter“ aufliefen. Letztlich konnte die Offensive der Islanders nicht überzeugen, so verzeichnete kein Akteur New Yorks mehr als vier Punkte oder zwei Tore.
| 7. September 2020 18.00 Uhr (Ortszeit) | Tampa Bay Lightning Brayden Point (1:14) Victor Hedman (8:12) Ryan McDonagh (10:46) Yanni Gourde (24:03) Brayden Point (33:18) Nikita Kutscherow (45:51) Ondřej Palát (49:31) Yanni Gourde (53:15) | 8:2 (3:1, 2:0, 3:1) Spielbericht Stand: 1:0 | New York Islanders Jordan Eberle (4:33) Nick Leddy (48:46) | Rogers Place, Edmonton, Alberta |

| 9. September 2020 18.00 Uhr | Tampa Bay Lightning Victor Hedman (18:25) Nikita Kutscherow (59:51) | 2:1 (1:1, 0:0, 1:0) Spielbericht Stand: 2:0 | New York Islanders Matt Martin (1:24) | Rogers Place, Edmonton, Alberta |

| 11. September 2020 18.00 Uhr | New York Islanders Cal Clutterbuck (12:58) Adam Pelech (31:50) Anthony Beauvillier (33:50) Brock Nelson (56:35) Jean-Gabriel Pageau (59:24) | 5:3 (1:1, 2:0, 2:2) Spielbericht Stand: 1:2 | Tampa Bay Lightning Michail Sergatschow (16:31) Ondřej Palát (42:32) Tyler Johnson (52:04) | Rogers Place, Edmonton, Alberta |

| 13. September 2020 13.00 Uhr | New York Islanders Brock Nelson (31:27) | 1:4 (0:0, 1:2, 0:2) Spielbericht Stand: 1:3 | Tampa Bay Lightning Blake Coleman (31:42) Ondřej Palát (31:54) Brayden Point (43:33) Patrick Maroon (57:36) | Rogers Place, Edmonton, Alberta |

| 15. September 2020 18.00 Uhr | Tampa Bay Lightning Victor Hedman (24:00) | 1:2 n. V. (1:0, 0:1, 0:0, 0:0, 0:1) Spielbericht Stand: 3:2 | New York Islanders Ryan Pulock (15:41) Jordan Eberle (92:30) | Rogers Place, Edmonton, Alberta |

| 17. September 2020 18.00 Uhr | New York Islanders Devon Toews (4:25) | 1:2 n. V. (1:1, 0:0, 0:0, 0:1) Spielbericht Stand: 2:4 | Tampa Bay Lightning Victor Hedman (6:28) Anthony Cirelli (73:18) | Rogers Place, Edmonton, Alberta |

### Western Conference

#### (1) Vegas Golden Knights – (3) Dallas Stars
Im Finale der Western Conference setzten sich die Dallas Stars mit 4:1 gegen die Vegas Golden Knights durch und sicherten sich somit die Clarence S. Campbell Bowl sowie den Einzug ins Endspiel um den Stanley Cup. Für Dallas war es das siebte Conference-Finale sowie das erste seit 2008, während die Golden Knights erst vor zwei Jahren in eben dieser Runde standen. Für beide Teams war es das erste Aufeinandertreffen in den Playoffs. In einer vergleichsweise defensiv geprägten Serie, die in zwei der fünf Partien einen Shutout sowie insgesamt nur 17 Treffer (9:8 für Dallas) sah, überragte Anton Chudobin im Tor der Stars mit einer Fangquote von 95,0 % sowie einem Gegentorschnitt von 1,69. Dem gegenüber erreichte Robin Lehner auf Seiten der Golden Knights Werte von 91,4 % bzw. 1,98, während Marc-André Fleury das erste Spiel bestritten hatte. Zugleich verzeichnete Vegas deutlich mehr Schüsse aufs gegnerische Tor (166:118). Offensiv überzeugte für Dallas unter anderem Kapitän Jamie Benn mit fünf Scorerpunkten und drei Treffern sowie Verteidiger John Klingberg mit drei Assists sowie dem spielentscheidenden 1:0 in der ersten Partie der Serie. Bei den Golden Knights gelangen nur Paul Stastny (4) mehr als drei Punkte.
| 6. September 2020 18.00 Uhr (Ortszeit) | Vegas Golden Knights | 0:1 (0:1, 0:0, 0:0) Spielbericht Stand: 0:1 | Dallas Stars John Klingberg (2:36) | Rogers Place, Edmonton, Alberta |

| 8. September 2020 18.00 Uhr | Vegas Golden Knights Paul Stastny (24:53) William Karlsson (28:24) Tomáš Nosek (34:32) | 3:0 (0:0, 3:0, 0:0) Spielbericht Stand: 1:1 | Dallas Stars | Rogers Place, Edmonton, Alberta |

| 10. September 2020 18.00 Uhr | Dallas Stars Jamie Oleksiak (39:43) Jamie Benn (47:35) Alexander Radulow (60:31) | 3:2 n. V. (0:0, 1:0, 1:2, 1:0) Spielbericht Stand: 2:1 | Vegas Golden Knights Shea Theodore (43:49) Alex Tuch (52:46) | Rogers Place, Edmonton, Alberta |

| 12. September 2020 18.00 Uhr | Dallas Stars Joe Pavelski (31:34) Jamie Benn (39:01) | 2:1 (0:0, 2:1, 0:0) Spielbericht Stand: 3:1 | Vegas Golden Knights Alec Martinez (27:44) | Rogers Place, Edmonton, Alberta |

| 14. September 2020 18.00 Uhr | Vegas Golden Knights Chandler Stephenson (8:14) Reilly Smith (40:15) | 2:3 n. V. (1:0, 0:0, 1:2, 0:1) Spielbericht Stand: 1:4 | Dallas Stars Jamie Benn (49:45) Joel Kiviranta (56:13) Denis Gurjanow (63:36) | Rogers Place, Edmonton, Alberta |

## Stanley-Cup-Finale

### (E2) Tampa Bay Lightning – (W3) Dallas Stars
Im Endspiel der Playoffs 2020 setzten sich die Tampa Bay Lightning mit 4:2 gegen die Dallas Stars durch, wobei sich beide Mannschaften zum ersten Mal in der post-season gegenüberstanden. Für Tampa war es die dritte Finalteilnahme, zuletzt waren sie im Jahre 2015 den Chicago Blackhawks unterlegen. Dallas bestritt derweil sein bereits fünftes Endspiel (zwei davon als North Stars) und musste zuletzt ebenfalls eine Niederlage hinnehmen, in den Playoffs 2000 gegen die New Jersey Devils. Zugleich spielten beide Mannschaften um ihren zweiten Stanley Cup, so gewannen die Stars ihren ersten im Jahre 1999, bevor die Lightning 2004 folgten. Das Endspiel 2020 markierte zudem das erste Mal, dass sich im Finale ein Cheftrainer und sein früherer Assistenztrainer gegenüberstanden, so war Dallas’ Rick Bowness von 2013 bis 2018 unter Jon Cooper in Tampa tätig.
In der Serie waren es auf Seiten der Lightning abermals Nikita Kutscherow und Brayden Point, die mit jeweils acht Scorerpunkten offensiv den Unterschied machten. Kutscherow beendete die Playoffs als Topscorer (34), während Point nur einen Zähler weniger verbuchte und zum besten Torjäger (14) avancierte. Zudem überzeugte Abwehrspieler Victor Hedman mit sieben Punkten, der in der Folge auch mit der Conn Smythe Trophy als Playoff-MVP ausgezeichnet und damit zum ersten Schweden seit Henrik Zetterberg (2008) wurde, der diese Trophäe erhielt. Kapitän Steven Stamkos gab in der dritten Partie sein verletzungsbedingt verspätetes Debüt in diesen Playoffs, traf mit seinem ersten Schuss aufs Tor und kam anschließend nicht erneut zum Einsatz. Für Dallas traten unter anderem die bereits erfahrenen und im vorherigen Sommer über die Free Agency verpflichteten Joe Pavelski und Corey Perry mit vier bzw. drei Toren in Erscheinung, wobei Pavelski mit seinem insgesamt 61. Tor Joe Mullen übertraf und somit die Rangliste der in den USA geborenen Playoff-Torjäger seither anführt. Abwehrspieler Miro Heiskanen verzeichnete vier Scorerpunkte und beendete die Playoffs mit derer 26, dem höchsten Wert seit über 25 Jahren. Überhaupt übertrafen diese Marke in der NHL-Historie nur drei Verteidiger: Paul Coffey (37; 1985), Brian Leetch (34; 1994) und Al MacInnis (31; 1989). Im ersten Duell russischer Torhüter in einem Stanley-Cup-Finale begegneten sich Andrei Wassilewski (91,1 % Fangquote) und Anton Chudobin (91,0 %) auf Augenhöhe, während Wassilewski zum zweiten Russen wurde, der zwischen den Pfosten den Stanley Cup gewinnen konnte – nach Nikolai Chabibulin, ebenfalls im Trikot der Lightning.
In den „klassischen“ vier Runden der Playoffs mussten die Lightning nur sechs Niederlagen hinnehmen, so wenige wie zuletzt die Los Angeles Kings im Jahre 2012 (4). Dies wurde medial als eines von mehreren Indizien für einen vergleichsweise verdienten und souveränen Stanley-Cup-Sieg gewertet, mit dem Tampa eine Ära der sportlichen Dominanz nach der Finalniederlage 2015 und dem Gewinn der Presidents’ Trophy 2019 krönte.
| 19. September 2020 17.30 Uhr (Ortszeit) | Tampa Bay Lightning Yanni Gourde (12:32) | 1:4 (1:1, 0:2, 0:1) Spielbericht Stand: 0:1 | Dallas Stars Joel Hanley (5:40) Jamie Oleksiak (32:30) Joel Kiviranta (39:32) Jason Dickinson (58:42) | Rogers Place, Edmonton, Alberta |

| 21. September 2020 18.00 Uhr | Tampa Bay Lightning Brayden Point (11:23) Ondřej Palát (14:22) Kevin Shattenkirk (15:16) | 3:2 (3:0, 0:1, 0:1) Spielbericht Stand: 1:1 | Dallas Stars Joe Pavelski (34:43) Mattias Janmark (45:27) | Rogers Place, Edmonton, Alberta |

| 23. September 2020 18.00 Uhr | Dallas Stars Jason Dickinson (11:19) Miro Heiskanen (46:49) | 2:5 (1:2, 0:3, 1:0) Spielbericht Stand: 1:2 | Tampa Bay Lightning Nikita Kutscherow (5:33) Steven Stamkos (6:58) Victor Hedman (20:54) Brayden Point (32:02) Ondřej Palát (38:55) | Rogers Place, Edmonton, Alberta |

| 25. September 2020 18.00 Uhr | Dallas Stars John Klingberg (7:17) Joe Pavelski (18:28) Corey Perry (28:26) Joe Pavelski (51:35) | 4:5 n. V. (2:1, 1:2, 1:1, 0:1) Spielbericht Stand: 1:3 | Tampa Bay Lightning Brayden Point (19:27) Brayden Point (22:08) Yanni Gourde (38:54) Alexander Killorn (46:41) Kevin Shattenkirk (66:34) | Rogers Place, Edmonton, Alberta |

| 26. September 2020 18.00 Uhr | Tampa Bay Lightning Ondřej Palát (24:37) Michail Sergatschow (43:38) | 2:3 n. V. (0:1, 1:0, 1:1, 0:0, 0:1) Spielbericht Stand: 3:2 | Dallas Stars Corey Perry (17:52) Joe Pavelski (53:15) Corey Perry (89:23) | Rogers Place, Edmonton, Alberta |

| 28. September 2020 18.00 Uhr | Dallas Stars | 0:2 (0:1, 0:1, 0:0) Spielbericht Stand: 2:4 | Tampa Bay Lightning Brayden Point (12:23) Blake Coleman (27:01) | Rogers Place, Edmonton, Alberta |

### Stanley-Cup-Sieger
Die unten genannten 27 Spieler waren durch einen Einsatz im Stanley-Cup-Finale oder dadurch, dass sie mehr als die Hälfte der Spiele der regulären Saison absolviert haben, automatisch für die Gravur auf der Trophäe qualifiziert. Abgesehen von Patrick Maroon, der erst im Vorjahr mit St. Louis erfolgreich war, gewannen alle Akteure ihren ersten Stanley Cup.
| Stanley-Cup-Sieger Tampa Bay Lightning | Torhüter: Curtis McElhinney, Andrei Wassilewski Verteidiger: Zach Bogosian, Erik Černák, Braydon Coburn, Victor Hedman, Ryan McDonagh, Jan Rutta, Luke Schenn, Michail Sergatschow, Kevin Shattenkirk Angreifer: Anthony Cirelli, Blake Coleman, Barclay Goodrow, Yanni Gourde, Tyler Johnson, Mathieu Joseph, Alexander Killorn, Nikita Kutscherow, Patrick Maroon, Ondřej Palát, Cédric Paquette, Brayden Point, Steven Stamkos (C), Mitchell Stephens, Carter Verhaeghe, Alexander Wolkow Cheftrainer: Jon Cooper General Manager: Julien BriseBois |

## Beste Scorer
Abkürzungen: Sp = Spiele, T = Tore, V = Vorlagen, Pkt = Punkte, +/− = Plus/Minus, SM = Strafminuten; Fett: Bestwert
| Spieler           | Team                | Sp | T  | V  | Pkt | +/− | SM |
| ----------------- | ------------------- | -- | -- | -- | --- | --- | -- |
| Nikita Kutscherow | Tampa Bay Lightning | 25 | 7  | 27 | 34  | +15 | 22 |
| Brayden Point     | Tampa Bay Lightning | 23 | 14 | 19 | 33  | +12 | 10 |
| Miro Heiskanen    | Dallas Stars        | 27 | 6  | 20 | 26  | +8  | 2  |
| Nathan MacKinnon  | Colorado Avalanche  | 15 | 9  | 16 | 25  | +13 | 12 |
| Victor Hedman     | Tampa Bay Lightning | 25 | 10 | 12 | 22  | +13 | 24 |
| Mikko Rantanen    | Colorado Avalanche  | 15 | 7  | 14 | 21  | +11 | 6  |
| John Klingberg    | Dallas Stars        | 26 | 4  | 17 | 21  | −5  | 14 |
| Josh Bailey       | New York Islanders  | 22 | 2  | 18 | 20  | +8  | 0  |
| Joe Pavelski      | Dallas Stars        | 27 | 13 | 6  | 19  | +6  | 30 |
| Jamie Benn        | Dallas Stars        | 27 | 8  | 11 | 19  | +2  | 32 |

## Beste Torhüter
Die kombinierte Tabelle zeigt die jeweils drei besten Torhüter in den Kategorien Gegentorschnitt und Fangquote sowie die jeweils Führenden in den Kategorien Shutouts und Siege.
Abkürzungen: Sp = Spiele, Min = Eiszeit (in Minuten), S = Siege, N = Niederlagen, OTN = Overtime-Niederlagen, GT = Gegentore, SO = Shutouts, Sv% = gehaltene Schüsse (in %), GTS = Gegentorschnitt; Fett: Saisonbestwert; Erfasst werden nur Torhüter mit mehr als 240 absolvierten Spielminuten. Sortiert nach bestem Gegentorschnitt.
| Spieler            | Team                  | Sp | Min     | S  | N | GT | SO | Sv%  | GTS  |
| ------------------ | --------------------- | -- | ------- | -- | - | -- | -- | ---- | ---- |
| Carey Price        | Canadiens de Montréal | 10 | 605:32  | 5  | 5 | 18 | 2  | 93,6 | 1,78 |
| Frederik Andersen  | Toronto Maple Leafs   | 5  | 326:17  | 2  | 3 | 10 | 2  | 93,6 | 1,84 |
| Philipp Grubauer   | Colorado Avalanche    | 7  | 385:20  | 5  | 0 | 12 | 1  | 92,2 | 1,87 |
| Andrei Wassilewski | Tampa Bay Lightning   | 25 | 1708:12 | 18 | 7 | 54 | 1  | 92,7 | 1,90 |
| Joonas Korpisalo   | Columbus Blue Jackets | 9  | 599:00  | 3  | 5 | 19 | 2  | 94,1 | 1,90 |
| Robin Lehner       | Vegas Golden Knights  | 16 | 965:52  | 9  | 7 | 32 | 4  | 91,7 | 1,99 |